# Primera División del Perú
La Primera División del Perú, conocida como Liga1 de Fútbol Profesional, por razones de patrocinio como Liga1 Te Apuesto, o simplemente Liga1. Es el campeonato de la máxima categoría del fútbol profesional peruano y es organizada por la Federación Peruana de Fútbol.
Desde su fundación en 1912 el certamen se ha disputado en 108 ocasiones. El primer torneo fue ganado por Lima Cricket and Football Club y el más reciente campeón es Universitario de Deportes que obtuvo su vigésimo octavo título en 2024. El club que más títulos ha obtenido es Universitario de Deportes con 28 títulos de primera división, seguido por Alianza Lima y Sporting Cristal con 25 y 20 títulos respectivamente.
El campeonato peruano fue calificado por la Federación Internacional de Historia y Estadística de Fútbol como la 10.° mejor liga del mundo en 2004. En 2010, ocupó el puesto 16 en la misma lista, superando a la liga de Chile y Paraguay. En la primera década del siglo XXI, fue considerada como la quinta liga más fuerte de Sudamérica y la sexta de América, mientras que a nivel mundial se ubicó en el puesto 20.

## Historia

### Introducción del fútbol en el Perú y los primeros clubes

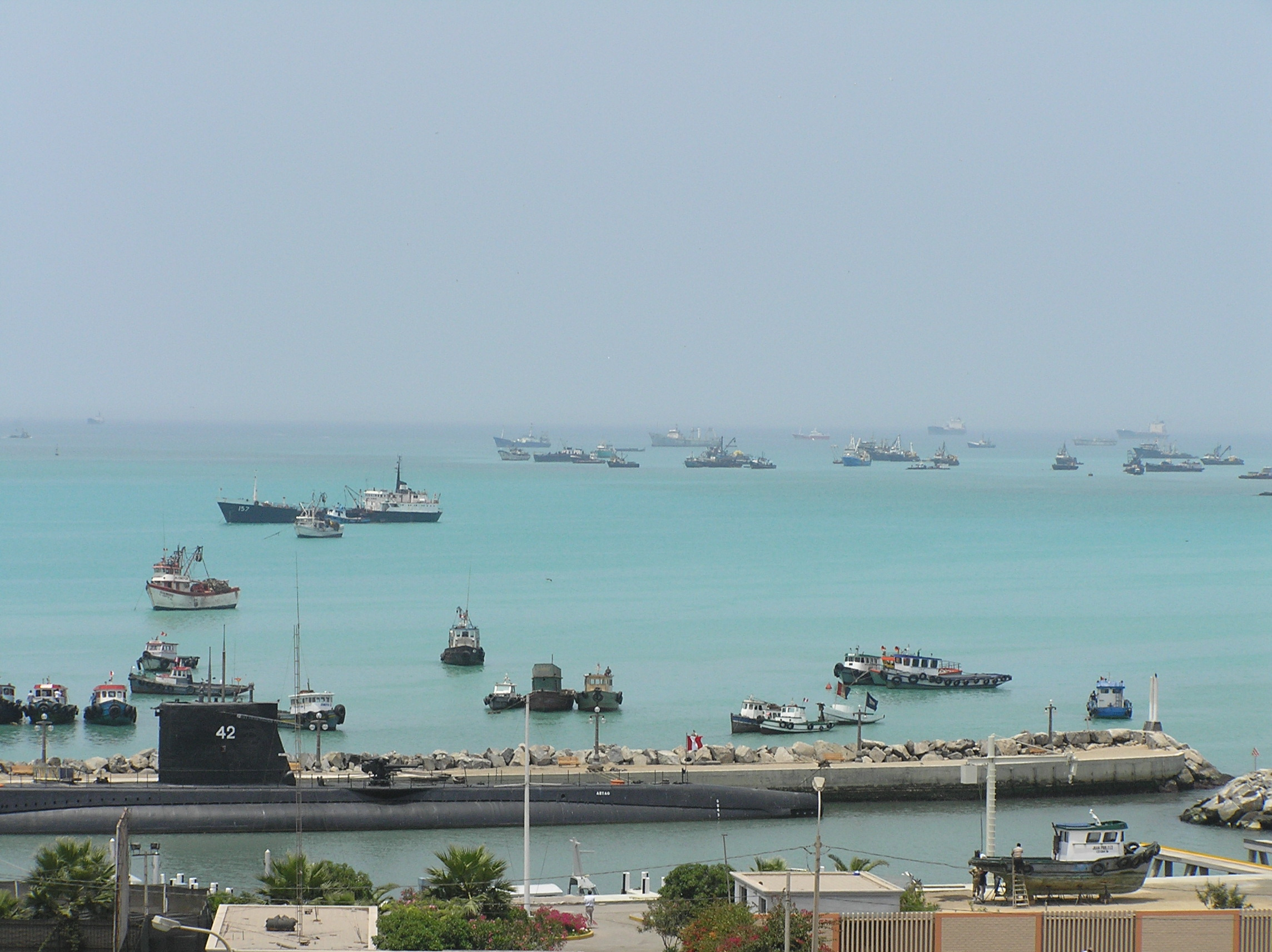
Vista del puerto del Callao, frecuentado por marinos ingleses a finales del.

El fútbol fue introducido en el Perú a finales del siglo XIX por los marinos ingleses durante sus frecuentes visitas al puerto del Callao. Durante su tiempo libre, los marinos practicaban fútbol e invitaban a los «chalacos» a participar. El fútbol creció gracias a su práctica por los residentes británicos en el Perú y a su adopción por parte de los peruanos que regresaban de Inglaterra. Pronto, la rivalidad deportiva que se desarrolló entre los visitantes extranjeros y los locales comenzó a ganar la atención de los peruanos residentes en otras ciudades, aunque en un principio el deporte se disputó fuera de la organización formal, tales como clubes deportivos o ligas.
Los primeros clubes del Perú fueron fundados a comienzos del siglo XX con el fin de continuar con la práctica del deporte. El primer club peruano fue el Lima Cricket and Football Club (fundado en 1859), institución creada por la colonia de ingleses y sus descendientes radicados en el Perú. Luego se fueron formando otros clubes de fútbol constituidos ya por peruanos de nacimiento, entre ellos el Ciclista Lima Association (fundado en 1896), que si bien empezó orientado más hacia el ciclismo, luego incorporó en sus actividades al fútbol. El primer club fundado exclusivamente para el fútbol fue el Association Football Club que luego se fusionó con el Ciclista Lima.
Posteriormente, surgieron los primeros clubes de fútbol y ligas deportivas en otras ciudades del país como en Cuzco: Cienciano fue fundado en 1901 bajo el nombre de Unión Cienciana impulsado por la promoción de estudiantes del Colegio Nacional de Ciencias y Artes y Universitario del Cusco que se fundó en 1903 en el seno de la Universidad Nacional de San Antonio Abad del Cusco.
En Arequipa, se fundó el Sport Victoria del Huayco en 1904, por iniciativa de los trabajadores de la fábrica de tejidos «El Huayco», de don Mariano Forga. En la ciudad de Puno en 1905 fue fundado el Club Unión Carolina en el Glorioso Colegio Nacional de San Carlos; por el director del plantel Dr. Colley E. Sparkman de nacionalidad alemana, actualmente este equipo deportivo pertenece a la Gran Unidad Escolar San Carlos. En Iquitos se fundó en 1906 el Athletic Club José Pardo, por un grupo de muchachos cuyas edades fluctuaban entre los 12 y 19 años. Y también se registra que en la ciudad de Cerro de Pasco se fundó el Victoria Foot Ball Club en 1903. Sin embargo, la liga más importante de aficionados se mantuvo en el puerto, surgiendo de esta manera las rivalidades entre los clubes del Callao y los clubes de Lima.

### Formación de la Liga Peruana de Fútbol

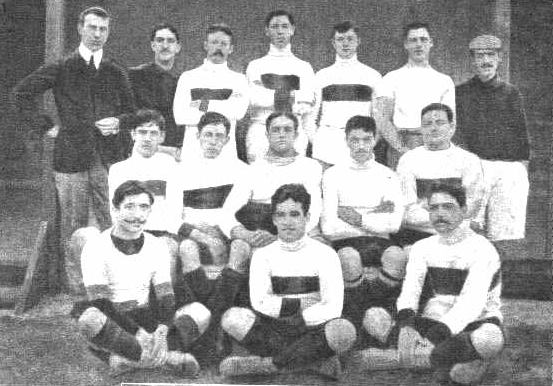
Plantel del Lima Cricket, primer campeón del fútbol peruano en 1912.

En 1912, bajo el auspicio de los dirigentes Eduardo Fry, Harry G. Redshaw y R.C. Brown, el club Miraflores Sporting Club invitó a varios otros clubes a participar en la formación de una liga de fútbol. Varios clubes aceptaron la invitación y el 27 de febrero de 1912 se estructuró las bases de la Primera División. En la sesión de junta general celebrada el 4 de mayo de 1912, la liga en formación eligió a su primer directorio formal, y finalmente el 12 de mayo de 1912 se fundó oficialmente la Liga Peruana de Fútbol, antigua denominación de la actual Asociación Deportiva de Fútbol Profesional, que agrupó a clubes de la provincias de Lima y Callao. El primer campeonato tuvo lugar ese mismo año y contó con la participación de diecisiete equipos los cuales fueron divididos en dos grupos: la Primera División y la Segunda División. La Primera División estuvo compuesta por Association Football Club, Escuela Militar de Chorrillos, Jorge Chávez Nr. 1, Lima Cricket and Football Club, Miraflores Foot Ball Club, Sport Alianza (que luego cambió su nombre a Alianza Lima), Sport Inca y Sport Vitarte. La Segunda División fue formada por Atlético Grau N.º 1, Atlético Peruano, Carlos Tenaud N.º 1, Carlos Tenaud N.º 2, Jorge Chávez Nr. 2, Sport Libertad Barranco, Sport Lima, Sport Magdalena y Unión Miraflores.
Lima Cricket fue el primer campeón de la Liga Peruana de Fútbol, mientras que el Association F. B. C. finalizó en la segunda posición. La primera edición del campeonato fue un éxito a pesar de algunos contratiempos menores. La Escuela Militar de Chorrillos se retiró del torneo en la mitad de la temporada después de solo haber obtenido un punto.
En la segunda edición del torneo Sport Jorge Chávez se alzó con el título y al año siguiente, Lima Cricket consiguió su segundo campeonato. Sport José Gálvez que se había rehusado a participar en 1912, ganó dos torneos consecutivos en 1915 y 1916, convirtiéndose en el primer bicampeón del fútbol peruano. En 1917 el campeón fue el Sport Juan Bielovucic. Sport Alianza logró su primer bicampeonato al obtener los títulos de 1918 y 1919. Entretanto Sport Inca y Sport Progreso ganaron los campeonatos de 1920 y 1921 respectivamente. Durante estos años, los campeones recibían el Escudo Dewar, donación del escocés Thomas Dewar, como trofeo. La liga se disputó ininterrumpidamente durante diez temporadas hasta que se disolvió temporalmente. Discrepancias respecto a la organización causaron que entre 1922 y 1925 no se llevara a cabo el torneo.

### Creación de la Federación Peruana de Fútbol

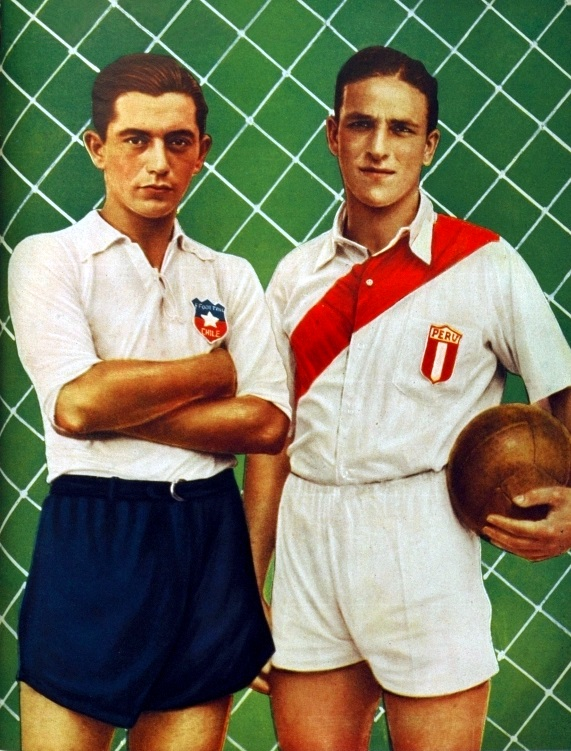
Teodoro Fernández Meyzán (derecha), siete veces máximo goleador del Campeonato Peruano.

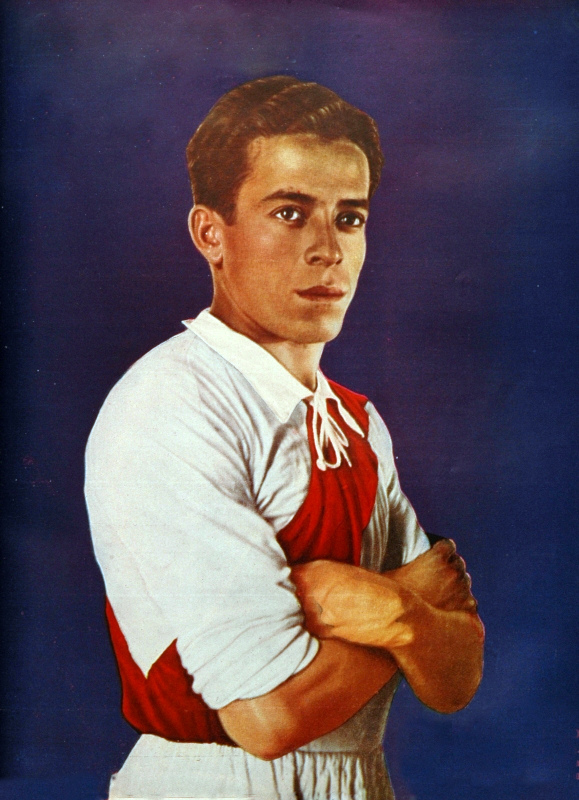
Segundo Castillo, ganador de cuatro campeonatos.

Debido a las diferencias entre los clubes miembros que conformaban la Liga Peruana de Fútbol, en 1922 se fundó la Federación Peruana de Fútbol como sucesora y con el objetivo de integrar a todas las bases y organizaciones. Desde 1926, se comenzaron a jugar nuevamente los torneos con la adición de los equipos de la Liga del Callao. Se realizaron dos campeonatos auspiciados por la FPF en los años 1926 y 1927, sin embargo no se desarrollaron con total normalidad.El torneo de 1926 contó con la participación de once equipos, no obstante algunos de ellos se retiraron de la liga a mitad de la temporada. El ganador fue el Sport Progreso al obtener cuatro victorias y dos empates. En 1927, el número de equipos disminuyó a ocho y al igual que en la campaña anterior no se disputó completamente. Alianza Lima quedó en primer lugar y alcanzó su tercer título después de ganar tres partidos de siete por disputar.
En 1928 la Federación Peruana de Fútbol organiza su tercer torneo oficial y el primero en concluir completamente, aumentó el número de equipos a diecinueve y los separó en dos grupos, de los cuales avanzaron cinco equipos al grupo final del cual salía el campeón de la liga. En la segunda etapa del campeonato Alianza Lima enfrentó a la Federación Universitaria (hoy conocido como Universitario de Deportes), que fue invitada por la Federación Peruana de Fútbol. El encuentro finalizó con victoria por 1:0 para los universitarios y comenzó así la mayor rivalidad en la historia del fútbol peruano.
Al final de la segunda etapa ambos clubes empataron en el primer lugar, motivo por el cual se jugaron dos partidos extras para declarar el campeón de 1928. El primer partido terminó con empate 1:1 y el segundo con victoria por 2:0 de Alianza Lima. Tras un segundo puesto en su debut en primera división, la Federación Universitaria consiguió su primer título en 1929. Para el campeonato de 1930, la Federación experimentó con un nuevo formato. Se separaron los equipos en tres grupos de cuatro equipos. El ganador de cada grupo avanzaba al grupo final para definir el campeón de la temporada. Los tres finalistas fueron Atlético Chalaco, Alianza Lima y la Federación Universitaria. El ganador del torneo fue Atlético Chalaco al vencer por marcador de 2:1 en sus dos encuentros, convirtiéndose así en el primer equipo originario de la provincia del Callao en obtener el título.
Alianza Lima ganó en las siguientes tres temporadas y estuvo a punto de conquistar un cuarto título si no hubiera sido por Universitario de Deportes que los derrotó en el partido de definición del campeonato de 1934. Al respecto, existe una controversia sobre el equipo a quien debió otorgarse el título de ese año. Algunos sostienen que el campeón debió ser Alianza Lima, mientras que otra posición sostiene que el título corresponde a Universitario de Deportes. Al margen de esta discusión, la Federación Peruana de Fútbol, la Asociación Deportiva de Fútbol Profesional del Perú reconocen oficialmente a Universitario como el campeón de 1934.A nivel internacional, la FIFA considera campeón a Universitario, sin embargo anteriormente también consideró el título a favor de Alianza Lima. En 2013, Alianza Lima realizó un reclamo formal a la Federación Peruana de Fútbol para rectificar el palmarés, sin respuesta formal actualmente.
En 1935, el título volvió al Callao pero esta vez gracias al Sport Boys (fundado en 1927 y participante desde 1933), que derrotó a los otros cuatro equipos que estaban compitiendo, al igual que en otros ediciones no se disputaron algunos partidos. En 1936 no hubo torneo oficial debido a la participación de la selección de fútbol del Perú en los Juegos Olímpicos de Berlín 1936, pero se realizó, con el acuerdo de todos los clubes, un Torneo Amistoso denominado Relámpago en el que Universitario de Deportes fue el campeón. El campeonato oficial volvió en 1937 para ser ganado nuevamente por Sport Boys.
Curiosamente, el seleccionado peruano de fútbol que compitió en Berlín fue formado en su mayoría por jugadores del Boys. Deportivo Municipal, otro club que se convirtió en un equipo tradicional en el fútbol peruano, ganó su primer campeonato en 1938 y una segunda ocasión en 1940, mientras que Universitario sumó cuatro títulos al ganar en 1939 y 1941. Los campeonatos organizados por la Federación Peruana de Fútbol tuvieron vigencia hasta 1940, año en que se creó la Asociación No Amateur (A. N. A.). A partir de ese momento la Asociación No Amateur se encargó de organizar el campeonato peruano, que cambió su nombre a Campeonato de Selección y Competencia.

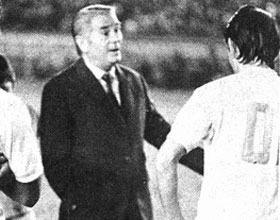
Roberto Scarone, director técnico uruguayo que dirigió a los clubes Centro Iqueño, Alianza Lima y Universitario de Deportes durante los años 1950, 1960 y 1970.

En 1942, Sport Boys ganó un tercer campeonato terminando con un punto por delante del Deportivo Municipal. Al año siguiente Municipal también obtuvo su tercer título de liga y comenzó a consolidarse como uno de los mejores equipos del fútbol peruano. En 1944, un nuevo campeón fue coronado con el nombre de Mariscal Sucre. Universitario de Deportes volvió a la cima después de ganar títulos consecutivos entre 1945 y 1946. En 1945 se marcarían 270 goles en 56 encuentros (con un promedio de 4,8 goles por partido), récord de efectividad hasta la actualidad en el fútbol peruano. En 1947, Atlético Chalaco ganó su segundo y último título de primera división. Alianza Lima se alzó con el título en 1948 después de catorce temporadas sin conseguirlo. Universitario y Deportivo Municipal en 1949 y 1950 respectivamente fueron los dos últimos campeones de la liga peruana antes de que el deporte se convirtiera en profesional.

### El profesionalismo y el Campeonato Descentralizado

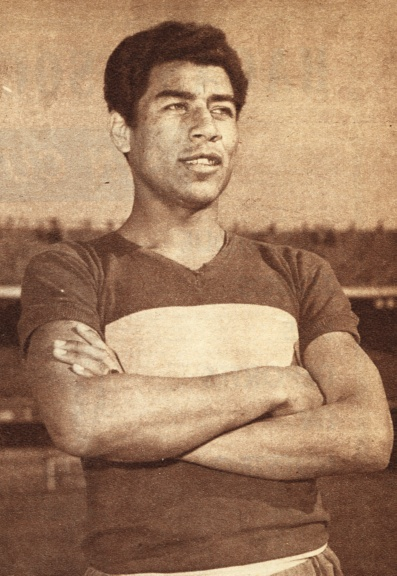
Víctor Benítez, futbolista de Alianza Lima y Sporting Cristal.

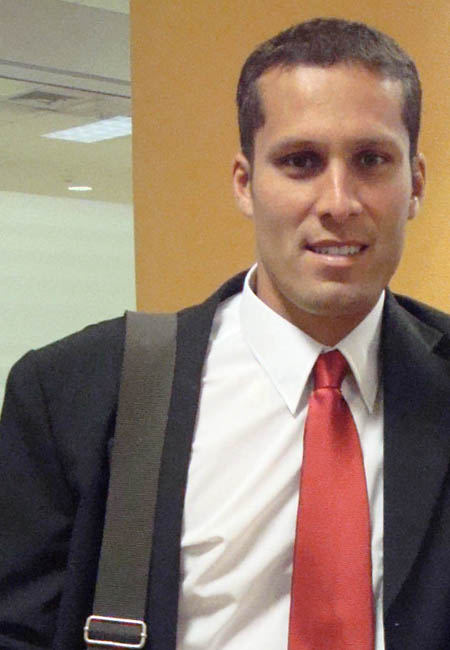
Leao Butrón, guardameta del año en el Perú en 2005.

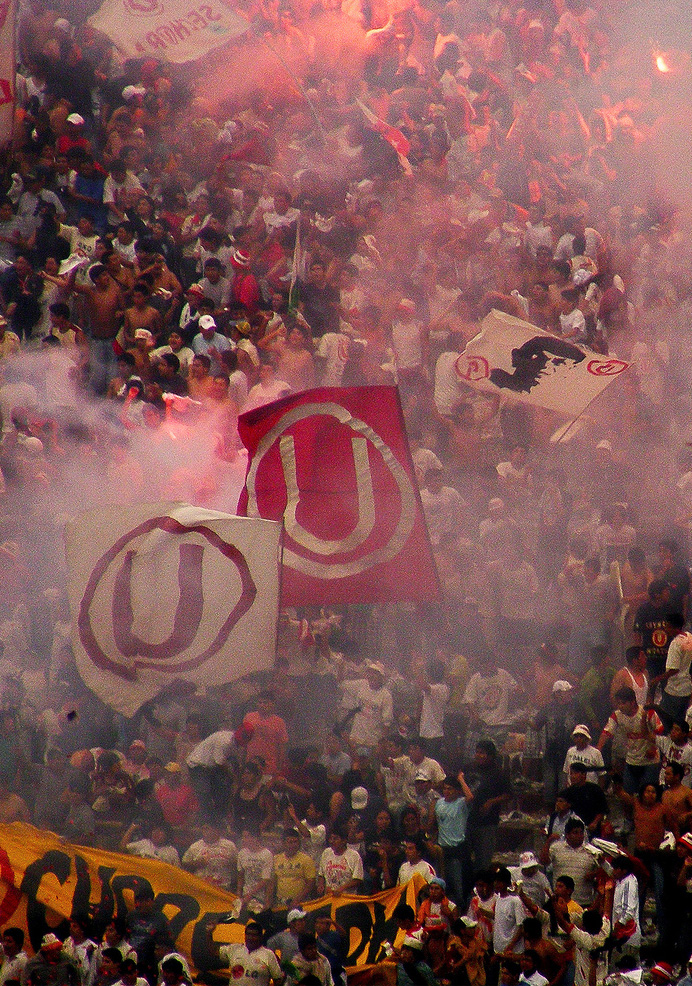
Celebración de los fanáticos de Universitario de Deportes tras la obtención del título nacional 2009.

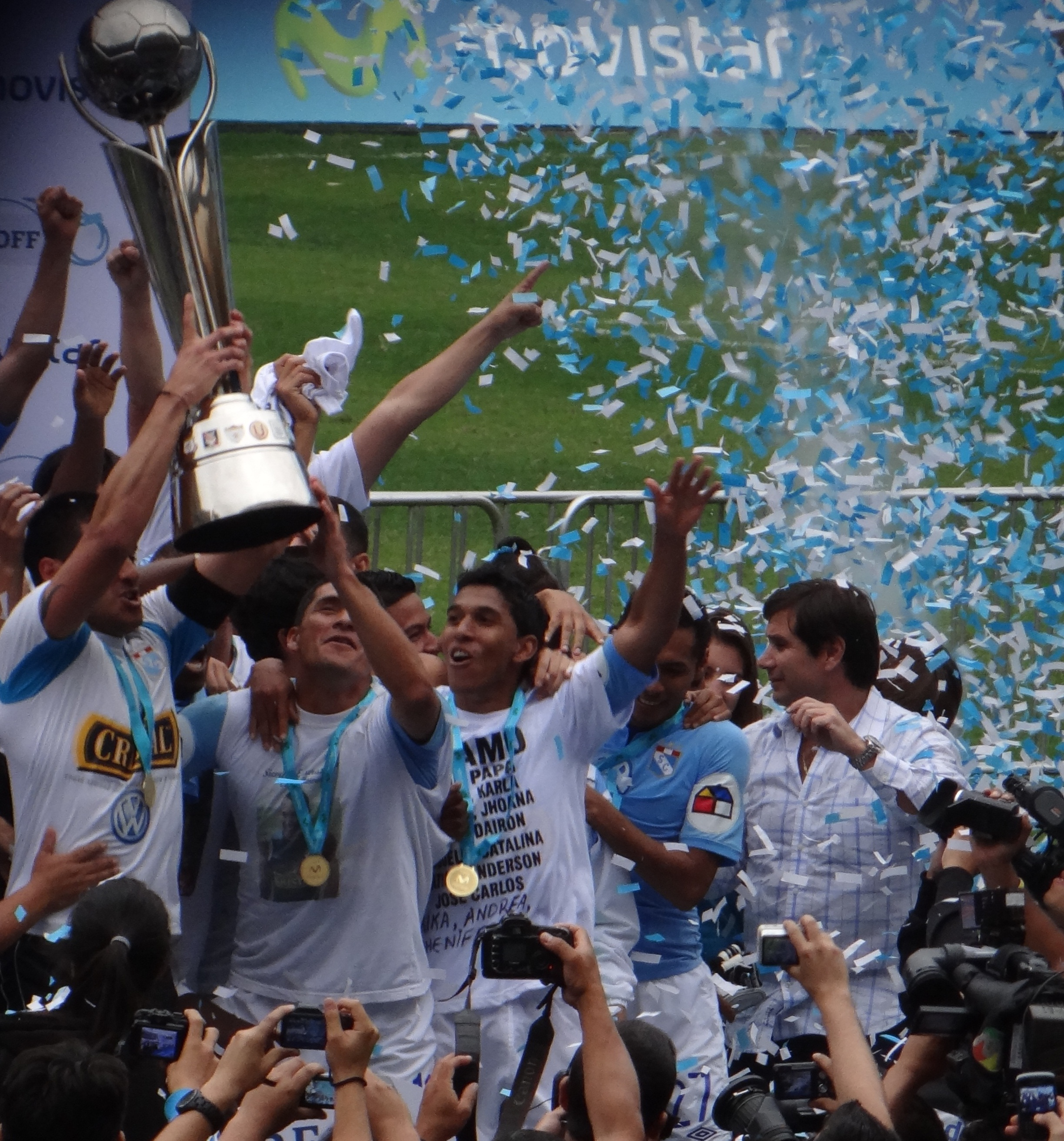
Celebración del Sporting Cristal tras conseguir el campeonato nacional 2012.

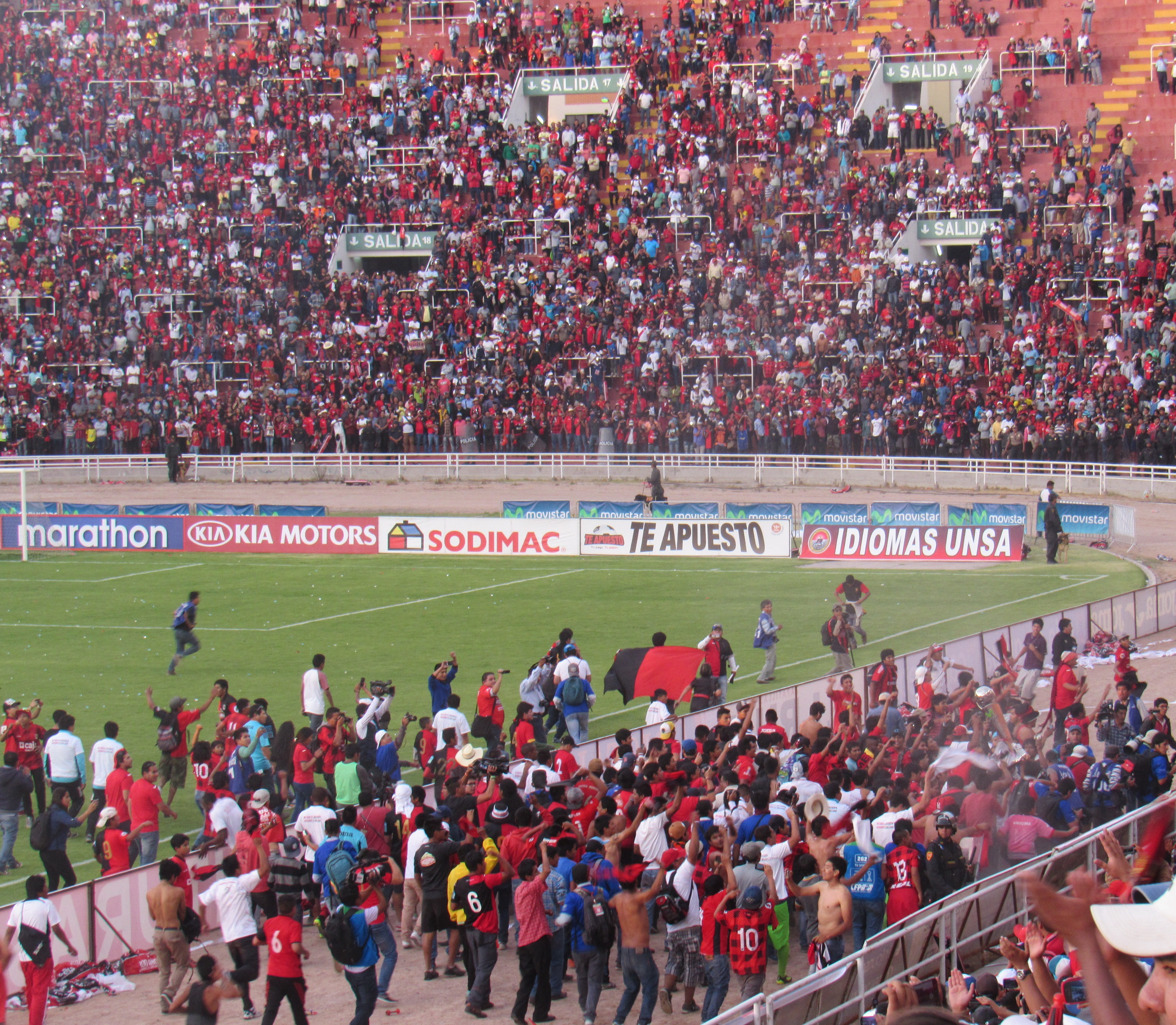
Celebración del F. B. C. Melgar con su hinchada tras lograr el campeonato nacional 2015.

El profesionalismo futbolístico se inició en el Perú en 1951 cuando la Federación Peruana de Fútbol adecuó el campeonato de acuerdo a los lineamientos mundiales, pero solo con la participación de clubes de la ciudad de Lima y la provincia del Callao y bajo la organización de la Asociación Central de Fútbol (A. C. F.) El primer campeón del torneo profesional fue el Sport Boys que logró su cuarto título en la historia. Los títulos de las siguientes cuatro temporadas fueron obtenidos por Alianza Lima (1952, 1954, 1955) y Mariscal Sucre (1953). En 1956 un nuevo equipo se sumó al campeonato peruano, el Sporting Cristal (que llegó a la primera división tras fusionarse con el Sporting Tabaco), coronándose campeón nacional por primera vez en su historia en el mismo año de su primera participación en la máxima categoría.
Antes del inicio del campeonato de 1957 la A. C. F. cambió el formato de la competición. Los diez clubes participantes disputaron una primera fase en encuentros de ida y vuelta. Al finalizar dicha fase los cinco primeros equipos se enfrentaron mediante el sistema de todos contra todos para determinar al campeón, mientras que los cinco últimos se enfrentaron bajo el mismo sistema para definir que equipo descendía a la segunda división. El campeón fue el Centro Iqueño, entretanto el club que perdió la categoría fue el Porvenir Miraflores. La temporada de 1960 tuvo una característica nueva y atractiva para el fútbol peruano, el campeón clasificó a la recién creada Copa Campeones de América (actualmente Copa Libertadores de América).
El 19 de abril de 1961, Universitario de Deportes se convirtió en el primer club peruano en participar en dicho torneo tras haber obtenido el título de 1960. A partir de 1962, la Asociación Deportiva de Fútbol Profesional tomó el lugar de la Asociación Central de Fútbol como organizadora de la liga peruana. Tres años más tarde, la Federación Peruana de Fútbol permitió la participación de equipos de todo el país en el campeonato y al año siguiente nació el denominado «Torneo Descentralizado de Fútbol». El número de equipos aumentó a catorce y los primeros clubes peruanos del interior del país en ser invitados a jugar en la primera división fueron: Atlético Grau de Piura, F. B. C. Melgar de Arequipa, Octavio Espinosa de Ica y Alfonso Ugarte de Chiclín.
Los organizadores decidieron que el mejor equipo clasificado de los cuatro invitados siguiera en la primera división, mientras que los otros tres perderían la categoría. Atlético Grau culminó en la sexta posición por lo que se mantuvo en la primera división. Universitario de Deportes fue el ganador del campeonato adquiriendo así el derecho de ser llamado el «Primer Campeón Profesional del Fútbol Peruano». Con el nuevo campeonato nacional, la Copa Perú fue creada para promover los clubes del interior del país junto con la Segunda División que promovió equipos de Lima y Callao.
La primera Copa Perú se disputó en 1967 (antes del inicio del Descentralizado) trayendo de vuelta a la máxima categoría al Alfonso Ugarte y Octavio Espinosa (campeón y subcampeón), además del Juan Aurich de Chiclayo y Melgar que finalizaron en el tercer y cuarto lugar respectivamente. Universitario nuevamente se impuso en la segunda edición del Torneo Descentralizado. Sin embargo, en esa temporada, solo un club del interior del país fue relegado a la segunda división. En 1969, el torneo sufrió un pequeño cambio en el formato. El campeonato se jugó con catorce equipos, tal y como venía sucediendo desde 1966, sin embargo después de que se enfrentaron en encuentros de ida y vuelta fueron divididos en dos grupos.
En el primer grupo fueron incluidos los seis primeros equipos de la tabla de posiciones luchando por el título nacional, mientras que en el segundo grupo se encontraban los ocho clubes restantes para definir a los equipos que perderían la categoría. En 1984, se reorganizó el campeonato dividiendo el territorio peruano en cuatro regiones (Norte, Sur, Oriente y Centro), elevándose el número de equipos profesionales a más de cuarenta y cuatro en todo el país. Al inicio de la temporada cada región disputaba su Campeonato Regional. Paralelamente se jugaba el Campeonato Metropolitano únicamente entre los equipos de Lima y Callao. Finalmente, los mejores equipos de cada Regional y del Metropolitano jugaban en la modalidad de todos contra todos el Campeonato Descentralizado de donde salía el campeón nacional.
En 1992 se eliminó el sistema anterior y se jugó un único Campeonato Descentralizado en el que participaron únicamente dieciséis equipos. En el primer año se invitaron a los ocho equipos de Lima y Callao que habían ocupado los primeros lugares en el Metropolitano de 1991 (Alianza Lima, Defensor Lima, Deportivo Municipal, Hijos de Yurimaguas, San Agustín, Sport Boys, Sporting Cristal y Universitario de Deportes), y a los equipos que ocuparon los primeros lugares en cada uno de los Campeonatos Regionales de 1991 (Alianza Atlético, Carlos A. Mannucci, Cienciano, Colegio Nacional de Iquitos, Melgar, León de Huánuco, Unión Minas y Universidad Técnica de Cajamarca).
Este campeonato se jugó a dos ruedas de enfrentamientos entre todos los equipos, resultando campeón aquel equipo que lograba mayor cantidad de puntos. El subcampeón se definió en una Liguilla en la que participaron los equipos ubicados entre el segundo y el sexto lugar del Descentralizado, más el campeón del Torneo Zonal. Para el Campeonato Descentralizado 1997 se jugaron dos torneos en el año, el Apertura y el Clausura, donde el campeón nacional salía del enfrentamiento entre los campeones de cada torneo. Este formato duró hasta el año 2008. Para la temporada 2009 se estableció un nuevo sistema. El torneo se inició con los dieciséis equipos enfrentándose todos contra todos en encuentros de ida vuelta.
En la segunda parte del torneo los dieciséis equipos se distribuyeron en dos grupos de ocho y estaban conformados, uno por los equipos que ocuparon los puestos impares en la fase previa y el otro por los pares. Los ganadores de cada grupo se enfrentaron en la final con partidos de ida vuelta para definir al campeón nacional. El Campeonato Descentralizado 2010 se llevó a cabo en tres etapas: en la primera, los equipos jugaron en la modalidad de todos contra todos y el equipo que finalizó en primer lugar clasificó directamente a la Copa Libertadores como Perú 3; en la segunda etapa lo hicieron a través de dos series, mientras que en la tercera los ganadores de cada serie disputaron el título nacional.
Los equipos que finalizaron en el primer lugar de cada serie fueron Universidad de San Martín y León de Huánuco que clasificaron a la fase de grupos de la Copa Libertadores 2011 y disputaron el título nacional en encuentros de ida y vuelta. Universidad de San Martín volvió a consagrarse como campeón, tras derrotar en la final a León de Huánuco. De la mano del entrenador Aníbal Ruiz, empató en Huánuco 1:1 y venció por 2:1 en Lima. En la temporada 2011 el torneo se llevó a cabo en dos etapas: en la primera, los equipos jugaron dos ruedas en la modalidad de todos contra todos con partidos de ida y vuelta, lo que cual dio un total de treinta fechas. En la segunda etapa, los dos mejores equipos al cabo de las treinta fechas disputaron el título nacional en una final con partidos de ida y vuelta.
Juan Aurich se consagró como campeón por primera vez en su historia, tras derrotar en la final a Alianza Lima. Perdió de local 1:2 y venció por 0:1 en Lima. Dado que ambos equipos igualaron en el resultado global, se jugó un tercer partido para definir al campeón de la temporada. Este encuentro culminó 0:0 luego de 120 minutos de juego, por lo que el campeonato se definió en la tanda de penales donde Juan Aurich ganó 1:3. El año 2012 fue especial, ya que la Asociación Deportiva de Fútbol Profesional celebraba su centenario. El 2 de marzo, la Universidad de San Martín de Porres, debido a la huelga de futbolistas, anunció su retiro definitivo del fútbol profesional y del torneo local, para después confirmarlo. Sin embargo, el 14 de marzo, después de una asamblea, el club regresó al fútbol profesional con doce votos a favor y dos en contra.
En el Campeonato Descentralizado 2012, Sporting Cristal consiguió su título dieciséis luego de siete años ante el cuadro de Real Garcilaso del Cuzco. En la temporada 2013, Universitario de Deportes obtuvo su vigésimo sexto título nacional tras vencer a Real Garcilaso por 5:4 en tanda de penales en un tercer y definitorio partido disputado en el Estadio Huancayo. En 2014 Sporting Cristal fue el campeón tras vencer a Juan Aurich en la final jugada en la ciudad de Trujillo. Para el año 2015, en el año de su centenario, F. B. C. Melgar se coronó campeón nacional por segunda vez en su historia y logró el tercer campeonato para un club provinciano llegando a la definición gracias a la obtención del Torneo Clausura donde venció a Real Garcilaso en un partido extra jugado en el Callao. Dos semanas después volvió a dejar en carrera al conjunto cuzqueño en semifinales para finalmente vencer en la final a Sporting Cristal en el partido de vuelta disputado en el Estadio Monumental de la UNSA. Además se convirtió en el primer equipo no limeño en dar la vuelta en su ciudad de origen.

## Equipos

### Equipos participantes 2025
| Nombre                     | Ciudad      | Fundación                | Entrenador        | Estadio                      | Capacidad |
| -------------------------- | ----------- | ------------------------ | ----------------- | ---------------------------- | --------- |
| Alianza Atlético           | Sullana     | 18 de enero de 1920      | Gerardo Ameli     | Campeones del 36             | 12 000    |
| Alianza Lima               | Lima        | 15 de febrero de 1901    | Néstor Gorosito   | Alejandro Villanueva         | 33 000    |
| Alianza Universidad        | Huánuco     | 1 de enero de 1939       | Paul Cominges     | Heraclio Tapia               | 25 000    |
| Asociación Deportiva Tarma | Tarma       | 18 de junio de 1929      | Carlos Desio      | Unión Tarma                  | 6 000     |
| Atlético Grau              | Piura       | 5 de junio de 1919       | Ángel Comizzo     | Municipal de Bernal          | 7 000     |
| Ayacucho F. C.             | Ayacucho    | 9 de agosto de 2008      | Édgar Ospina      | Manuel Molina Robles         | 15 000    |
| Cienciano                  | Cuzco       | 8 de julio de 1901       | Cristian Díaz     | Inca Garcilaso de la Vega    | 42 230    |
| Comerciantes Unidos        | Cutervo     | 19 de septiembre de 2002 | Martín Cardetti   | Germán Contreras Jara        | 6 300     |
| Cusco F. C.                | Cuzco       | 16 de julio de 2009      | Miguel Rondelli   | Inca Garcilaso de la Vega    | 42 230    |
| Deportivo Binacional       | Juliaca     | 18 de diciembre de 2010  | Erick Torres      | Guillermo Briceño Rosamedina | 18 000    |
| Deportivo Garcilaso        | Cuzco       | 13 de abril de 1957      | Guillermo Duró    | Inca Garcilaso de la Vega    | 42 230    |
| F. B. C. Melgar            | Arequipa    | 25 de marzo de 1915      | Walter Ribonetto  | Monumental de la UNSA        | 42 000    |
| Juan Pablo II              | Chongoyape  | 24 de noviembre de 2015  | Santiago Acasiete | Mansiche                     | 25 000    |
| Los Chankas                | Andahuaylas | 30 de agosto de 1989     | Jorge Vivaldo     | Los Chankas                  | 10 000    |
| Sport Boys                 | Callao      | 28 de julio de 1927      | Cristian Paulucci | Miguel Grau                  | 17 000    |
| Sport Huancayo             | Huancayo    | 7 de febrero de 2007     | Richard Pellejero | Huancayo                     | 20 000    |
| Sporting Cristal           | Lima        | 13 de diciembre de 1955  | Guillermo Farré   | Alberto Gallardo             | 11 600    |
| Univ. Técnica de Cajamarca | Cajamarca   | 14 de julio de 1964      | Hernán Gómez      | Germán Contreras Jara        | 6 300     |
| Universitario de Deportes  | Lima        | 7 de agosto de 1924      | Jorge Fossati     | Monumental                   | 80 093    |

### Equipos por departamento
| Departamento | Equipos                                                 |
| ------------ | ------------------------------------------------------- |
| Cuzco        | Cienciano Cusco F. C. Deportivo Garcilaso               |
| Lima         | Alianza Lima Sporting Cristal Universitario de Deportes |
| Cajamarca    | Comerciantes Unidos Univ. Técnica de Cajamarca          |
| Junín        | Asociación Deportiva Tarma Sport Huancayo               |
| Piura        | Alianza Atlético Atlético Grau                          |
| Apurímac     | Los Chankas                                             |
| Arequipa     | F. B. C. Melgar                                         |
| Ayacucho     | Ayacucho F. C.                                          |
| Callao       | Sport Boys                                              |
| Huánuco      | Alianza Universidad                                     |
| Lambayeque   | Juan Pablo II                                           |
| Puno         | Deportivo Binacional                                    |

| U. Técnica de Cajamarca Alianza Cristal Universitario Boys Melgar Alianza Atlético Atlético Grau Asociación Deportiva Tarma Sport Huancayo Cienciano Cusco F. C. Deportivo Garcilaso Los Chankas Comerciantes Unidos Ayacucho Alianza Universidad Juan Pablo II Deportivo Binacional |

### Estadísticas de los equipos participantes
| Equipo                     | Primera participación | Temporadas totales | Títulos | Último título en Primera División | Ubicación en la Temporada 2024 |
| -------------------------- | --------------------- | ------------------ | ------- | --------------------------------- | ------------------------------ |
| Alianza Atlético           | 1988                  | 32                 | 0       | —                                 | 9.º General                    |
| Alianza Lima               | 1912                  | 108                | 25      | 2022                              | 4.º General                    |
| Alianza Universidad        | 1991                  | 5                  | 0       | —                                 | Ascendió                       |
| Asociación Deportiva Tarma | 1980                  | 16                 | 0       | —                                 | 8.º General                    |
| Atlético Grau              | 1966                  | 20                 | 0       | —                                 | 7.º General                    |
| Ayacucho F. C.             | 2009                  | 15                 | 0       | —                                 | Ascendió                       |
| Cienciano                  | 1973                  | 43                 | 0       | —                                 | 6.º General                    |
| Comerciantes Unidos        | 2016                  | 5                  | 0       | —                                 | 14.º General                   |
| Cusco F. C.                | 2012                  | 13                 | 0       | —                                 | 5.º General                    |
| Deportivo Binacional       | 2018                  | 7                  | 1       | 2019                              | Ascendió                       |
| Deportivo Garcilaso        | 2023                  | 3                  | 0       | —                                 | 12.º General                   |
| F. B. C. Melgar            | 1966                  | 56                 | 2       | 2015                              | 3.º General                    |
| Juan Pablo II              | 2025                  | 1                  | 0       | —                                 | Ascendió                       |
| Los Chankas                | 2024                  | 2                  | 0       | —                                 | 10.º General                   |
| Sport Boys                 | 1933                  | 84                 | 6       | 1984                              | 13.º General                   |
| Sport Huancayo             | 2009                  | 17                 | 0       | —                                 | 11.º General                   |
| Sporting Cristal           | 1956                  | 70                 | 20      | 2020                              | 2.º General                    |
| U. Técnica de Cajamarca    | 1982                  | 25                 | 0       | —                                 | 15.º General                   |
| Universitario de Deportes  | 1928                  | 97                 | 28      | 2024                              | Campeón                        |

## Estadios
- Monumental. Capacidad: 80 093 espectadores. Propietario: Universitario de Deportes. Fue inaugurado en 2000 y se ubica en el distrito de Ate en Lima. Es el estadio con más capacidad de aforo del Perú y el segundo con más capacidad de aforo de Sudamérica. Además es el estadio alternativo de la selección peruana para sus partidos oficiales y amistosos. Es la localía de Universitario de Deportes.

- Monumental de la UNSA. Capacidad: 60 370 espectadores. Propietario: Universidad Nacional de San Agustín. Fue inaugurado en 1995 y se ubica el distrito de Arequipa en la ciudad homónima. Es el estadio con más capacidad de aforo de Arequipa y el segundo con más capacidad de aforo del Perú. Es la localía de FBC Melgar.

- Nacional. Capacidad: 43 000 espectadores. Propietario: Instituto Peruano del Deporte. Fue inaugurado en 1952 y se ubica en el distrito de Lima en la ciudad homónima. Es el tercer estadio con más capacidad de aforo del Perú. Fue escenario de las finales de las Copas América y Libertadores. Es la localía de la Selección Peruana.

- Inca Garcilaso de la Vega. Capacidad: 42 056 espectadores. Propietario: Instituto Peruano del Deporte. Fue inaugurado en 1950 y se ubica en el distrito de Wánchaq en Cuzco. Inaugurado en 1950 y remodelado con ocasión de la Copa América 2004 en el Perú. Es el cuarto estadio con más capacidad de aforo del Perú. Es la localía de los clubes Cienciano, Cusco F. C. y Deportivo Garcilaso.

- Alejandro Villanueva. Capacidad: 33 938 espectadores. Propietario: Alianza Lima. Fue inaugurado en 1974 y se ubica en el distrito de La Victoriaen Lima. Es el cuarto estadio con más capacidad de aforo  de Lima, y a nivel de clubes es el segundo con más capacidad de aforo del Perú. Es la localía de Alianza Lima.

- Mansiche. Capacidad: 25 036 espectadores. Propietario: Instituto Peruano del Deporte. Ubicado en la ciudad de Trujillo. Inaugurado en 1946, fue remodelado con motivo de la Copa América 2004. Es localía de los clubes Carlos A. Mannucci y Universidad César Vallejo

- Huancayo. Capacidad: 20 000 espectadores. Propietario: Instituto Peruano del Deporte. Fue inaugurado el año 1962 y se encuentra ubicado en Huancayo a 3259 m s. n. m. Es la localía de Sport Huancayo.

- Héroes de San Ramón. Capacidad: 18 000 espectadores. Propietario: Instituto Peruano del Deporte. Ubicado en la ciudad de Cajamarca. Inaugurado en 1942, en honor a tres estudiantes del colegio San Ramón de Cajamarca que ofrecieron sus vidas por su patria, durante la batalla de San Pablo (Guerra del Pacífico). Es la localía de la Universidad Técnica de Cajamarca.

- Municipal Carlos Vidaurre García. Capacidad: 18 000 espectadores. Propietario: Municipalidad Provincial de San Martín. Ubicado en la ciudad de Tarapoto. Cuenta con grass natural y es considerado uno de los mejores estadios con gras natural en el país. Desde el 2022 es la localía de Unión Comercio.

- Miguel Grau. Capacidad: 17 000 espectadores. Propietario: Gobierno Regional del Callao. Ubicado en la provincia constitucional del Callao. Fue inaugurado el año 1996. Su nombre es un homenaje al Almirante Miguel Grau, fue un valeroso y destacado marino peruano, héroe de la Guerra del Pacífico. Es la localía de Sport Boys.

- Alberto Gallardo. Capacidad: 11 500 espectadores. Propietario: Instituto Peruano del Deporte. Ubicado en el distrito limeño de San Martín de Porres, fue construido en los años 1960. Se llamaba Estadio San Martín de Porres y desde el año 2012 tiene el nombre actual. Es la localía de Sporting Cristal.

## Palmarés
Con 108 temporadas disputadas hasta la fecha, el palmarés muestra que Universitario de Deportes, con 28 títulos es el más ganador, por sobre el resto de sus más cercanos competidores, Alianza Lima y Sporting Cristal con 25 y 20 títulos respectivamente. En términos generales, la gran mayoría de los campeonatos han sido obtenidos por clubes del departamento de Lima (96 títulos en total), de los cuales Deportivo Municipal posee 4 títulos, Universidad San Martín 3 títulos, Lima Cricket F. B. C., Sport José Gálvez, Sport Progreso, Sucre F. B. C. y Unión Huaral poseen 2 títulos cada uno, y en una ocasión lo han hecho Centro Iqueño, Defensor Lima, Deportivo San Agustín, Jorge Chávez Nr. 1, Sport Inca y Sport Juan Bielovucic.
Solo cinco clubes de provincias o departamentos han logrado romper la hegemonía capitalina en doce ocasiones, los cuales son: Sport Boys con 6 títulos y Atlético Chalaco con 2 títulos por la provincia constitucional del Callao, F. B. C. Melgar de Arequipa ha obtenido 2 títulos, mientras que Juan Aurich de Lambayeque y Deportivo Binacional de Puno obtuvieron 1 título cada uno. Los clubes Jorge Chávez Nr. 1, Sport Inca, Sport José Gálvez, Sport Juan Bielovucic, Sport Progreso y Sucre F. B. C. son los únicos cuadros que ostentan títulos de primera división y que ya no existen.

### Títulos por año

#### Era amateur
| Año       | Campeón                                               | Subcampeón                                            |
| --------- | ----------------------------------------------------- | ----------------------------------------------------- |
| 1912      | Lima Cricket F. B. C.                                 | Association F. C.                                     |
| 1913      | Jorge Chávez Nr. 1                                    | Lima Cricket F. B. C.                                 |
| 1914      | Lima Cricket F. B. C.                                 | Sport Alianza                                         |
| 1915      | Sport José Gálvez                                     | Atlético Peruano                                      |
| 1916      | Sport José Gálvez                                     | Jorge Chávez Nr. 1                                    |
| 1917      | Sport Juan Bielovucic                                 | Sport Alianza                                         |
| 1918      | Sport Alianza                                         | Jorge Chávez Nr. 2                                    |
| 1919      | Sport Alianza                                         | Sport Sáenz Peña                                      |
| 1920      | Sport Inca                                            | Sport Progreso                                        |
| 1921      | Sport Progreso                                        | Jorge Chávez Nr. 2                                    |
| 1922-1925 | No hubo campeonato por desacuerdo entre clubes        | No hubo campeonato por desacuerdo entre clubes        |
| 1926      | Sport Progreso                                        | Sport Alianza                                         |
| 1927      | Alianza Lima                                          | Unión Buenos Aires                                    |
| 1928      | Alianza Lima                                          | Federación Universitaria                              |
| 1929      | Federación Universitaria                              | Circolo Sportivo Italiano                             |
| 1930      | Atlético Chalaco                                      | Alianza Lima                                          |
| 1931      | Alianza Lima                                          | Sporting Tabaco                                       |
| 1932      | Alianza Lima                                          | Federación Universitaria                              |
| 1933      | Alianza Lima                                          | Federación Universitaria                              |
| 1934      | Universitario de Deportes                             | Alianza Lima                                          |
| 1935      | Sport Boys                                            | Alianza Lima                                          |
| 1936      | No hubo campeonato por los Juegos Olímpicos de Berlín | No hubo campeonato por los Juegos Olímpicos de Berlín |
| 1937      | Sport Boys                                            | Alianza Lima                                          |
| 1938      | Deportivo Municipal                                   | Sport Boys                                            |
| 1939      | Universitario de Deportes                             | Sucre F. B. C.                                        |
| 1940      | Deportivo Municipal                                   | Universitario de Deportes                             |
| 1941      | Universitario de Deportes                             | Deportivo Municipal                                   |
| 1942      | Sport Boys                                            | Deportivo Municipal                                   |
| 1943      | Deportivo Municipal                                   | Alianza Lima                                          |
| 1944      | Sucre F. B. C.                                        | Deportivo Municipal                                   |
| 1945      | Universitario de Deportes                             | Deportivo Municipal                                   |
| 1946      | Universitario de Deportes                             | Deportivo Municipal                                   |
| 1947      | Atlético Chalaco                                      | Deportivo Municipal                                   |
| 1948      | Alianza Lima                                          | Atlético Chalaco                                      |
| 1949      | Universitario de Deportes                             | Sucre F. B. C.                                        |
| 1950      | Deportivo Municipal                                   | Sport Boys                                            |

#### Era profesional
| Año  | Campeón                    | Subcampeón                       |
| ---- | -------------------------- | -------------------------------- |
| 1951 | Sport Boys                 | Deportivo Municipal              |
| 1952 | Alianza Lima               | Sport Boys                       |
| 1953 | Mariscal Sucre             | Alianza Lima                     |
| 1954 | Alianza Lima               | Sporting Tabaco                  |
| 1955 | Alianza Lima               | Universitario de Deportes        |
| 1956 | Sporting Cristal           | Alianza Lima                     |
| 1957 | Centro Iqueño              | Atlético Chalaco                 |
| 1958 | Sport Boys                 | Atlético Chalaco                 |
| 1959 | Universitario de Deportes  | Sport Boys                       |
| 1960 | Universitario de Deportes  | Sport Boys                       |
| 1961 | Sporting Cristal           | Alianza Lima                     |
| 1962 | Alianza Lima               | Sporting Cristal                 |
| 1963 | Alianza Lima               | Sporting Cristal                 |
| 1964 | Universitario de Deportes  | Alianza Lima                     |
| 1965 | Alianza Lima               | Universitario de Deportes        |
| 1966 | Universitario de Deportes  | Sport Boys                       |
| 1967 | Universitario de Deportes  | Sporting Cristal                 |
| 1968 | Sporting Cristal           | Juan Aurich                      |
| 1969 | Universitario de Deportes  | Defensor Arica                   |
| 1970 | Sporting Cristal           | Universitario de Deportes        |
| 1971 | Universitario de Deportes  | Alianza Lima                     |
| 1972 | Sporting Cristal           | Universitario de Deportes        |
| 1973 | Defensor Lima              | Sporting Cristal                 |
| 1974 | Universitario de Deportes  | Unión Huaral                     |
| 1975 | Alianza Lima               | Alfonso Ugarte                   |
| 1976 | Unión Huaral               | Sport Boys                       |
| 1977 | Alianza Lima               | Sporting Cristal                 |
| 1978 | Alianza Lima               | Universitario de Deportes        |
| 1979 | Sporting Cristal           | Atlético Chalaco                 |
| 1980 | Sporting Cristal           | Atlético Torino                  |
| 1981 | F. B. C. Melgar            | Deportivo Municipal              |
| 1982 | Universitario de Deportes  | Alianza Lima                     |
| 1983 | Sporting Cristal           | F. B. C. Melgar                  |
| 1984 | Sport Boys                 | Universitario de Deportes        |
| 1985 | Universitario de Deportes  | Universidad Técnica de Cajamarca |
| 1986 | San Agustín                | Alianza Lima                     |
| 1987 | Universitario de Deportes  | Alianza Lima                     |
| 1988 | Sporting Cristal           | Universitario de Deportes        |
| 1989 | Unión Huaral               | Sporting Cristal                 |
| 1990 | Universitario de Deportes  | Sport Boys                       |
| 1991 | Sporting Cristal           | Sport Boys                       |
| 1992 | Universitario de Deportes  | Sporting Cristal                 |
| 1993 | Universitario de Deportes  | Alianza Lima                     |
| 1994 | Sporting Cristal           | Alianza Lima                     |
| 1995 | Sporting Cristal           | Universitario de Deportes        |
| 1996 | Sporting Cristal           | Alianza Lima                     |
| 1997 | Alianza Lima               | Sporting Cristal                 |
| 1998 | Universitario de Deportes  | Sporting Cristal                 |
| 1999 | Universitario de Deportes  | Alianza Lima                     |
| 2000 | Universitario de Deportes  | Sporting Cristal                 |
| 2001 | Alianza Lima               | Cienciano                        |
| 2002 | Sporting Cristal           | Universitario de Deportes        |
| 2003 | Alianza Lima               | Sporting Cristal                 |
| 2004 | Alianza Lima               | Sporting Cristal                 |
| 2005 | Sporting Cristal           | Cienciano                        |
| 2006 | Alianza Lima               | Cienciano                        |
| 2007 | Univ. San Martín de Porres | Coronel Bolognesi                |
| 2008 | Univ. San Martín de Porres | Universitario de Deportes        |
| 2009 | Universitario de Deportes  | Alianza Lima                     |
| 2010 | Univ. San Martín de Porres | León de Huánuco                  |
| 2011 | Juan Aurich                | Alianza Lima                     |
| 2012 | Sporting Cristal           | Real Garcilaso                   |
| 2013 | Universitario de Deportes  | Real Garcilaso                   |
| 2014 | Sporting Cristal           | Juan Aurich                      |
| 2015 | F. B. C. Melgar            | Sporting Cristal                 |
| 2016 | Sporting Cristal           | F. B. C. Melgar                  |
| 2017 | Alianza Lima               | Real Garcilaso                   |
| 2018 | Sporting Cristal           | Alianza Lima                     |
| 2019 | Binacional                 | Alianza Lima                     |
| 2020 | Sporting Cristal           | Universitario de Deportes        |
| 2021 | Alianza Lima               | Sporting Cristal                 |
| 2022 | Alianza Lima               | F. B. C. Melgar                  |
| 2023 | Universitario de Deportes  | Alianza Lima                     |
| 2024 | Universitario de Deportes  | Sporting Cristal                 |

### Títulos por equipo
| Equipo                    | Títulos | Subtítulos | Campeonatos Obtenidos                          | Campeonatos Obtenidos |
| Equipo                    | Títulos | Subtítulos | Era Amateur (Lima y Callao, 1912-1950)         | Era Profesional (Lima y Callao, 1951-1965; Descentralizado, 1966-Actualidad)                                                 |
| ------------------------- | ------- | ---------- | ---------------------------------------------- | --- |
| Universitario de Deportes | 28      | 15         | 1929, 1934, 1939, 1941, 1945, 1946, 1949       | 1959, 1960, 1964, 1966, 1967, 1969, 1971, 1974, 1982, 1985, 1987, 1990, 1992, 1993, 1998, 1999, 2000, 2009, 2013, 2023, 2024 |
| Alianza Lima              | 25      | 25         | 1918, 1919, 1927, 1928, 1931, 1932, 1933, 1948 | 1952, 1954, 1955, 1962, 1963, 1965, 1975, 1977, 1978, 1997, 2001, 2003, 2004, 2006, 2017, 2021, 2022                         |
| Sporting Cristal          | 20      | 15         |                                                | 1956, 1961, 1968, 1970, 1972, 1979, 1980, 1983, 1988, 1991, 1994, 1995, 1996, 2002, 2005, 2012, 2014, 2016, 2018, 2020       |
| Sport Boys                | 6       | 9          | 1935, 1937, 1942                               | 1951, 1958, 1984 |
| Deportivo Municipal       | 4       | 8          | 1938, 1940, 1943, 1950                         | |
| Universidad de San Martín | 3       | 0          |                                                | 2007, 2008, 2010 |
| Atlético Chalaco          | 2       | 4          | 1930, 1947                                     | |
| F. B. C. Melgar           | 2       | 3          |                                                | 1981, 2015 |
| Mariscal Sucre            | 2       | 2          | 1944                                           | 1953 |
| Lima Cricket F. B. C.     | 2       | 1          | 1912, 1914                                     | |
| (D) Sport Progreso        | 2       | 1          | 1921, 1926                                     | |
| Unión Huaral              | 2       | 1          |                                                | 1976, 1989 |
| (D) Sport José Gálvez     | 2       | 0          | 1915, 1916                                     | |
| (D) Jorge Chávez Nr. 1    | 1       | 2          | 1913                                           | |
| Juan Aurich               | 1       | 2          |                                                | 2011 |
| (D) Sport Juan Bielovucic | 1       | 0          | 1917                                           | |
| (D) Sport Inca            | 1       | 0          | 1920                                           | |
| Centro Iqueño             | 1       | 0          |                                                | 1957 |
| Defensor Lima             | 1       | 0          |                                                | 1973 |
| San Agustín               | 1       | 0          |                                                | 1986 |
| Binacional                | 1       | 0          |                                                | 2019 |

(D): Equipo desaparecido.

### Posiciones finales de principales clubes
Estas son las posiciones finales de los principales clubes peruanos del siglo XXI (desde la temporada 2000 a la actualidad).
| Temp. | CRI | ALI | UNI | MEL | CIE | AAS | SBO | JAU | UTC | MUN | BOL | LHU | CMN | Temp.     |
| --- | --- | --- | --- | --- | --- | --- | --- | --- | --- | --- | --- | --- | --- | --------- |
| 2000 | 2   | 8   | 1   | 5   | 4   | 6   | 3   | 10  | CP  | 12  | CP  | CP  | CP  | 2000      |
| 2001 | 3   | 1   | 8   | 7   | 2   | 4   | 6   | 11  | CP  | 2D  | CP  | CP  | CP  | 2001      |
| 2002 | 1   | 3   | 2   | 7   | 4   | 5   | 6   | 10  | CP  | 2D  | 9   | CP  | CP  | 2002      |
| 2003 | 2   | 1   | 9   | 8   | 3   | 6   | 5   | CP  | CP  | 2D  | 4   | CP  | CP  | 2003      |
| 2004 | 2   | 1   | 5   | 8   | 3   | 4   | 9   | CP  | CP  | 2D  | 10  | CP  | CP  | 2004      |
| 2005 | 1   | 7   | 3   | 9   | 2   | 11  | 8   | CP  | CP  | 2D  | 5   | CP  | CP  | 2005      |
| 2006 | 3   | 1   | 5   | 7   | 2   | 8   | 11  | CP  | 2D  | 2D  | 4   | CP  | CP  | 2006      |
| 2007 | 10  | 6   | 5   | 8   | 3   | 9   | 7   | CP  | 2D  | 11  | 2   | CP  | CP  | 2007      |
| 2008 | 3   | 11  | 2   | 8   | 4   | 5   | 14  | 13  | 2D  | 2D  | 10  | CP  | CP  | 2008      |
| 2009 | 10  | 2   | 1   | 8   | 9   | 14  | 2D  | 3   | CP  | 2D  | 16  | CP  | CP  | 2009      |
| 2010 | 7   | 3   | 4   | 12  | 13  | 14  | 10  | 6   | CP  | CP  | 2D  | 2   | CP  | 2010      |
| 2011 | 10  | 2   | 14  | 12  | 8   | 16  | 11  | 1   | CP  | CP  | 2D  | 5   | CP  | 2011      |
| 2012 | 1   | 14  | 11  | 5   | 10  | NL  | 15  | 4   | CP  | CP  | 2D  | 13  | CP  | 2012      |
| 2013 | 3   | 4   | 1   | 12  | 9   | NL  | 2D  | 8   | 6   | 2D  | CP  | 10  | CP  | 2013      |
| 2014 | 1   | 3   | 6   | 4   | 11  | NL  | 2D  | 2   | 13  | 2D  | CP  | 7   | 2D  | 2014      |
| 2015 | 2   | 9   | 7   | 1   | 15  | 13  | 2D  | 10  | 12  | 6   | CP  | 17  | 2D  | 2015      |
| 2016 | 1   | 5   | 3   | 2   | 2D  | 12  | 2D  | 8   | 13  | 4   | CP  | NL  | 2D  | 2016      |
| 2017 | 8   | 1   | 4   | 3   | 2D  | 16  | 2D  | 15  | 5   | 9   | CP  | CP  | 2D  | 2017      |
| 2018 | 1   | 2   | 9   | 3   | 2D  | 2D  | 14  | 2D  | 7   | 5   | CP  | CP  | 2D  | 2018      |
| 2019 | 3   | 2   | 4   | 6   | 2D  | 2D  | 15  | 2D  | 14  | 16  | CP  | CP  | 10  | 2019      |
| 2020 | 1   | 17  | 2   | 8   | 9   | 2D  | 14  | 2D  | 7   | 15  | CP  | CP  | 5   | 2020      |
| 2021 | 2   | 1   | 3   | 5   | 6   | 14  | 7   | 2D  | 10  | 12  | CP  | CP  | 9   | 2021      |
| 2022 | 3   | 1   | 5   | 2   | 7   | 9   | 16  | 2D  | 11  | 12  | CP  | CP  | 15  | 2022      |
| 2023 | 3   | 2   | 1   | 4   | 10  | 14  | 15  | 2D  | 13  | 18  | CP  | CP  | 11  | 2023      |
| 2024 | 2   | 4   | 1   | 3   | 6   | 9   | 13  | 2D  | 15  | 2D  | CP  | CP  | 16  | 2024      |
| 2025 | 3*  | 4*  | 1*  | 7*  | 9*  | 5*  | 13* | 3D  | 16* | 3D  | CP  | CP  | 2D  | 2025      |
| 1° Div. | 26  | 26  | 26  | 26  | 22  | 20  | 20  | 13  | 13  | 11  | 8   | 6   | 6   | 13 equip. |
| Top 4 | 20  | 17  | 14  | 8   | 9   | 2   | 1   | 4   | 0   | 1   | 3   | 1   | 0   | 11 equip. |
| Top 6 | 20  | 19  | 19  | 12  | 11  | 6   | 4   | 5   | 2   | 3   | 4   | 2   | 1   | 13 equip. |
| Top 8 | 22  | 21  | 21  | 21  | 13  | 7   | 7   | 7   | 4   | 3   | 4   | 3   | 1   | 13 equip. |
| 2° Div. | 0   | 0   | 0   | 0   | 4   | 3   | 6   | 7   | 3   | 11  | 3   | 0   | 6   | 8 equip.  |
| Cop. Per. | 0   | 0   | 0   | 0   | 0   | 0   | 0   | 5   | 10  | 3   | 15  | 19  | 14  | 6 equip.  |
| 3° Div. | 0   | 0   | 0   | 0   | 0   | 0   | 0   | 1   | 0   | 1   | 0   | 0   | 0   | 2 equip.  |
| N. Lig. | 0   | 0   | 0   | 0   | 0   | 3   | 0   | 0   | 0   | 0   | 0   | 1   | 0   | 2 equip.  |
| Campeones de la Liga (1912-) Van a la Copa Libertadores del siguiente año (1960-) Van a la Copa Sudamericana del siguiente año (2003 - act. Pero mismo año en 2002 y 2003) (2002-) En Segunda División (2D) (1912-) En Tercera División (3D) (2025-) En la Copa Perú (CP) (1967-) Ninguna Liga (NL) (1912-) |     |     |     |     |     |     |     |     |     |     |     |     |     |           |

## Goleadores

### Goleadores por año
El argentino Emanuel Herrera posee el récord de más goles marcados por un mismo futbolista en una temporada con 40 goles, lo consiguió en el año 2018 con Sporting Cristal. Teodoro Fernández Meyzán de Universitario de Deportes es el futbolista que más veces obtuvo el título de goleador con 7 ocasiones. Fernández es además, junto con Valeriano López de Sport Boys uno de los dos jugadores que fueron goleadores del torneo por tres años consecutivos.
| Año  | Goleador                        | Goles | Equipo                               |
| ---- | ------------------------------- | ----- | ------------------------------------ |
| 1928 | Alejandro Villanueva            | 3     | Alianza Lima                         |
| 1929 | Carlos Cillóniz                 | 8     | Universitario de Deportes            |
| 1930 | Manuel Puente                   | 3     | Atlético Chalaco                     |
| 1931 | Alejandro Villanueva            | 16    | Alianza Lima                         |
| 1932 | Teodoro Fernández               | 11    | Universitario de Deportes            |
| 1933 | Teodoro Fernández               | 9     | Universitario de Deportes            |
| 1934 | Jorge Alcalde Teodoro Fernández | 10    | Sport Boys Universitario de Deportes |
| 1935 | Jorge Alcalde                   | 5     | Sport Boys                           |
| 1937 | Juan Flores                     | 10    | Sucre F. B. C.                       |
| 1938 | Jorge Alcalde                   | 8     | Sport Boys                           |
| 1939 | Teodoro Fernández               | 15    | Universitario de Deportes            |
| 1940 | Teodoro Fernández               | 15    | Universitario de Deportes            |
| 1941 | Jorge Cabrejos                  | 13    | Deportivo Municipal                  |
| 1942 | Teodoro Fernández               | 11    | Universitario de Deportes            |
| 1943 | Germán Cerro                    | 9     | Universitario de Deportes            |
| 1944 | Víctor Espinoza                 | 16    | Universitario de Deportes            |
| 1945 | Teodoro Fernández               | 16    | Universitario de Deportes            |
| 1946 | Valeriano López                 | 22    | Sport Boys                           |
| 1947 | Valeriano López                 | 20    | Sport Boys                           |
| 1948 | Valeriano López                 | 20    | Sport Boys                           |
| 1949 | Emilio Salinas                  | 18    | Alianza Lima                         |
| 1950 | Alberto Terry                   | 16    | Universitario de Deportes            |
| 1951 | Valeriano López                 | 31    | Sport Boys                           |
| 1952 | Emilio Salinas                  | 22    | Alianza Lima                         |
| 1953 | Gualberto Bianco                | 17    | Atlético Chalaco                     |
| 1954 | Vicente Villanueva              | 14    | Sporting Tabaco                      |
| 1955 | Máximo Mosquera                 | 11    | Alianza Lima                         |
| 1956 | Daniel Ruiz                     | 16    | Universitario de Deportes            |
| 1957 | Daniel Ruiz                     | 20    | Universitario de Deportes            |
| 1958 | Juan Joya                       | 17    | Alianza Lima                         |
| 1959 | Daniel Ruiz                     | 28    | Universitario de Deportes            |
| 1960 | Fernando Olaechea               | 18    | Centro Iqueño                        |
| 1961 | Alberto Gallardo                | 18    | Sporting Cristal                     |
| 1962 | Alberto Gallardo                | 22    | Sporting Cristal                     |
| 1963 | Pedro Pablo León                | 13    | Alianza Lima                         |
| 1964 | Ángel Uribe                     | 15    | Universitario de Deportes            |
| 1965 | Carlos Urrunaga                 | 16    | Defensor Lima                        |
| 1966 | Teófilo Cubillas                | 19    | Alianza Lima                         |
| 1967 | Pedro Pablo León                | 14    | Alianza Lima                         |
| 1968 | Oswaldo Ramírez                 | 26    | Sport Boys                           |
| 1969 | Jaime Mosquera                  | 15    | Deportivo Municipal                  |
| 1970 | Teófilo Cubillas                | 22    | Alianza Lima                         |
| 1971 | Manuel Mellán                   | 25    | Deportivo Municipal                  |
| 1972 | Francisco Gonzales              | 20    | Defensor Lima                        |
| 1973 | Francisco Gonzales              | 25    | Defensor Lima                        |
| 1974 | Pablo Muchotrigo                | 32    | Cienciano                            |
| 1975 | José Leyva                      | 25    | Alfonso Ugarte                       |
| 1976 | Alejandro Luces                 | 17    | Unión Huaral                         |
| 1977 | Freddy Ravello                  | 27    | Alianza Lima                         |

| Año  | Goleador                      | Goles | Equipo                                    |
| ---- | ----------------------------- | ----- | ----------------------------------------- |
| 1978 | Juan José Oré                 | 19    | Universitario de Deportes                 |
| 1979 | José Leyva                    | 28    | Alfonso Ugarte                            |
| 1980 | Oswaldo Ramírez               | 19    | Sporting Cristal                          |
| 1981 | José Carranza                 | 18    | Alianza Lima                              |
| 1982 | Percy Rojas                   | 19    | Universitario de Deportes                 |
| 1983 | Juan Caballero                | 29    | Sporting Cristal                          |
| 1984 | Jaime Drago Francisco Montero | 13    | Universitario de Deportes Atlético Torino |
| 1985 | Genaro Neyra                  | 22    | F.B.C. Melgar                             |
| 1986 | Juvenal Briceño               | 20    | F.B.C. Melgar                             |
| 1987 | Fidel Suárez                  | 29    | Universitario de Deportes                 |
| 1988 | Luis Mora                     | 25    | Octavio Espinosa                          |
| 1989 | Carlos Delgado                | 14    | Carlos A. Mannucci                        |
| 1990 | Cláudio Adão                  | 31    | Sport Boys                                |
| 1991 | Horacio Baldessari            | 25    | Sporting Cristal                          |
| 1992 | Marquinho                     | 18    | Sport Boys                                |
| 1993 | Waldir Sáenz                  | 31    | Alianza Lima                              |
| 1994 | Flavio Maestri                | 25    | Sporting Cristal                          |
| 1995 | Julinho                       | 23    | Sporting Cristal                          |
| 1996 | Adrián Czornomaz Waldir Sáenz | 20    | Universitario de Deportes Alianza Lima    |
| 1997 | Ricardo Zegarra               | 17    | Alianza Atlético                          |
| 1998 | Nílson Esidio                 | 25    | Sporting Cristal                          |
| 1999 | Ysrael Zúñiga                 | 32    | F.B.C. Melgar                             |
| 2000 | Eduardo Esidio                | 37    | Universitario de Deportes                 |
| 2001 | Jorge Ramírez                 | 21    | Deportivo Wanka                           |
| 2002 | Luis Fabián Artime            | 24    | F.B.C. Melgar                             |
| 2003 | Luis Alberto Bonnet           | 20    | Sporting Cristal                          |
| 2004 | Gabriel García                | 35    | F.B.C. Melgar                             |
| 2005 | Miguel Mostto                 | 18    | Cienciano                                 |
| 2006 | Miguel Mostto                 | 22    | Cienciano                                 |
| 2007 | Johan Fano                    | 19    | Universitario de Deportes                 |
| 2008 | Miguel Ximénez                | 32    | Sporting Cristal                          |
| 2009 | Richar Estigarribia           | 23    | Total Chalaco                             |
| 2010 | Héber Arriola                 | 24    | Univ. de San Martín                       |
| 2011 | Luis Tejada                   | 17    | Juan Aurich                               |
| 2012 | Andy Pando                    | 27    | Real Garcilaso                            |
| 2013 | Raúl Ruidíaz Víctor Rossel    | 21    | Universitario de Deportes Unión Comercio  |
| 2014 | Santiago Silva                | 23    | Univ. de San Martín                       |
| 2015 | Lionard Pajoy                 | 25    | Unión Comercio                            |
| 2016 | Robinson Aponzá               | 30    | Alianza Atlético                          |
| 2017 | Irven Ávila                   | 22    | Sporting Cristal                          |
| 2018 | Emanuel Herrera               | 40    | Sporting Cristal                          |
| 2019 | Bernardo Cuesta               | 27    | F.B.C. Melgar                             |
| 2020 | Emanuel Herrera               | 20    | Sporting Cristal                          |
| 2021 | Luis Iberico Felipe Rodríguez | 12    | F.B.C. Melgar Carlos A. Mannucci          |
| 2022 | Luis Benites                  | 19    | Sport Huancayo                            |
| 2023 | Santiago Giordana             | 22    | Deportivo Garcilaso                       |
| 2024 | Martín Cauteruccio            | 35    | Sporting Cristal                          |

### Goleadores históricos
La clasificación de los goleadores históricos de la Primera División del Perú es un resumen de los futbolistas que alcanzaron la mayor cifra de goles anotados en el campeonato local peruano. Sergio Ibarra es el máximo goleador en la historia de la Primera División del Perú con 274 goles, este jugador fue todo un «trotamundos» ya que marcó sus goles en hasta doce equipos, curiosamente nunca ganó el premio del máximo goleador de una temporada. 
| Posición | Futbolista        | Goles | Debut | Clubes |
| -------- | ----------------- | ----- | ----- | --- |
| 1.°      | Sergio Ibarra     | 274   | 1991  | Alianza Atlético - Deportivo Municipal - Sport Boys - Deportivo Wanka - Universitario de Deportes - Unión Huaral - Estudiantes de Medicina - Cienciano - José Gálvez - F. B. C. Melgar - Juan Aurich - Sport Huancayo |
| 2.°      | Oswaldo Ramírez   | 182   | 1966  | Sport Boys - Universitario de Deportes - Sporting Cristal |
| 3.°      | Waldir Sáenz      | 185   | 1992  | Alianza Lima - Sporting Cristal - F. B. C. Melgar - Deportivo Municipal |
| 4.°      | Jorge Soto        | 176   | 1990  | Deportivo Municipal - Sporting Cristal - F. B. C. Melgar - Alianza Lima |
| 5.º      | Germán Carty      | 168   | 1988  | Sport Boys - Universitario de Deportes - Sporting Cristal - F. B. C. Melgar - Estudiantes de Medicina - Cienciano - Alianza Lima - Total Clean - Sport Áncash - Total Chalaco - Pacífico F. C.                        |
| 6.º      | Irven Ávila       | 164   | 2008  | Universitario de Deportes - Sport Huancayo - Sporting Cristal - F. B. C. Melgar |
| 7.°      | Teodoro Fernández | 161   | 1930  | Universitario de Deportes |
| 8.º      | Bernardo Cuesta   | 160   | 2012  | F. B. C. Melgar |
| 9.º      | Ysrael Zúñiga     | 159   | 1999  | F. B. C. Melgar - Universitario - Atlético Universidad - Sporting Cristal - Juan Aurich |
| 10.°     | Valeriano López   | 157   | 1945  | Sport Boys - Alianza Lima - Mariscal Castilla |
| 11.°     | Pedro García      | 155   | 1996  | Alianza Lima - Alianza Atlético - San Martín - Universitario - León de Huánuco |
| 12.º     | Teófilo Cubillas  | 154   | 1966  | Alianza Lima |

## Clasificación histórica del Campeonato Descentralizado (desde 1966)
La clasificación histórica del Campeonato Descentralizado, se basa en los puntos conseguidos por cada equipo en la Primera División con el fin de poder organizar la participación de los diferentes equipos que han participado desde 1966 en esta categoría. Los únicos tres clubes que han estado presentes en todas las ediciones del Campeonato Descentralizado son Universitario de Deportes, Alianza Lima y Sporting Cristal.
Clasificación de los diez primeros equipos
| Pos. | Club                      | Temporadas | 1º part. | Títulos | PJ   | PG   | PE  | PP  | GF   | GC   | Puntos |
| ---- | ------------------------- | ---------- | -------- | ------- | ---- | ---- | --- | --- | ---- | ---- | ------ |
| 1.º  | Sporting Cristal          | 59         | 1966     | 18      | 2312 | 1132 | 639 | 541 | 4033 | 2409 | 3453   |
| 2.º  | Universitario de Deportes | 59         | 1966     | 18      | 2365 | 1148 | 678 | 539 | 3652 | 1488 | 3403   |
| 3.º  | Alianza Lima              | 59         | 1966     | 11      | 2329 | 1122 | 637 | 571 | 3592 | 2226 | 3354   |
| 4.º  | Melgar                    | 55         | 1966     | 2       | 2115 | 866  | 575 | 649 | 2984 | 5205 | 2688   |
| 5.º  | Sport Boys                | 51         | 1966     | 1       | 1919 | 650  | 576 | 693 | 2401 | 2531 | 2080   |
| 6.º  | Cienciano                 | 42         | 1973     | -       | 1583 | 622  | 400 | 561 | 2128 | 1998 | 1976   |
| 7.º  | Deportivo Municipal       | 44         | 1966     | -       | 1633 | 552  | 456 | 625 | 2037 | 2256 | 1672   |
| 8.º  | Juan Aurich               | 36         | 1967     | 1       | 1313 | 454  | 406 | 449 | 1611 | 1602 | 1497   |
| 9.º  | Alianza Atlético          | 31         | 1988     | -       | 1236 | 437  | 316 | 483 | 1548 | 1729 | 1430   |
| 10.º | Universidad de San Martín | 19         | 2004     | 3       | 766  | 282  | 195 | 287 | 1009 | 976  | 1045   |

## Número de temporadas (desde 1912)
Denominaciones a lo largo de las temporadas 
| Temporadas    | Denominación                                                                        |
| ------------- | ----------------------------------------------------------------------------------- |
| 1912–1921     | Liga Peruana de Football (Escudo Dewar)                                             |
| 1922–1925     | No se jugó por discrepancias entre clubes de la época                               |
| 1926–1935     | Liga Peruana de Fútbol                                                              |
| 1936          | No se jugó porque la Selección Peruana jugó en los Juegos Olímpicos de Berlín 1936. |
| 1937–1965     | Liga Peruana de Fútbol                                                              |
| 1966–2018     | Torneo Descentralizado                                                              |
| 2019–presente | Liga1                                                                               |

En negrita (Nombre del club y Número de Temporadas) los equipos en la temporada en 2025.
 Datos actualizados de 1912 hasta la temporada 2025. 
| N°  | Club                         | Temp. | Temporadas Totales | Tít. | Sub. | Asc. | Desc. |
| --- | ---------------------------- | ----- | --- | ---- | ---- | ---- | ----- |
| 1.  | Alianza Lima(1)              | 108   | 1912, 1913, 1914, 1915, 1916, 1917, 1918, 1919, 1920, 1921, 1926, 1927, 1928, 1929, 1930, 1931, 1932, 1933, 1934, 1935, 1937, 1938, 1940, 1941, 1942, 1943, 1944, 1945, 1946, 1947, 1948, 1949, 1950, 1951, 1952, 1953, 1954, 1955, 1956, 1957, 1958, 1959, 1960, 1961, 1962, 1963, 1964, 1965, 1966, 1967, 1968, 1969, 1970, 1971, 1972, 1973, 1974, 1975, 1976, 1977, 1978, 1979, 1980, 1981, 1982, 1983, 1984, 1985, 1986, 1987, 1988, 1989, 1990, 1991, 1992, 1993, 1994, 1995, 1996, 1997, 1998, 1999, 2000, 2001, 2002, 2003, 2004, 2005, 2006, 2007, 2008, 2009, 2010, 2011, 2012, 2013, 2014, 2015, 2016, 2017, 2018, 2019, 2020, 2021, 2022, 2023, 2024, 2025 | 25   | 25   | 2    | 1     |
| 2.  | Universitario de Deportes(2) | 97    | 1928, 1929, 1930, 1931, 1932, 1933, 1934, 1935, 1937, 1938, 1939, 1940, 1941, 1942, 1943, 1944, 1945, 1946, 1947, 1948, 1949, 1950, 1951, 1952, 1953, 1954, 1955, 1956, 1957, 1958, 1959, 1960, 1961, 1962, 1963, 1964, 1965, 1966, 1967, 1968, 1969, 1970, 1971, 1972, 1973, 1974, 1975, 1976, 1977, 1978, 1979, 1980, 1981, 1982, 1983, 1984, 1985, 1986, 1987, 1988, 1989, 1990, 1991, 1992, 1993, 1994, 1995, 1996, 1997, 1998, 1999, 2000, 2001, 2002, 2003, 2004, 2005, 2006, 2007, 2008, 2009, 2010, 2011, 2012, 2013, 2014, 2015, 2016, 2017, 2018, 2019, 2020, 2021, 2022, 2023, 2024, 2025                                                                   | 28   | 15   | 1    | 0     |
| 3.  | Sport Boys                   | 84    | 1933, 1934, 1935, 1937, 1938, 1939, 1940, 1941, 1942, 1943, 1944, 1945, 1946, 1947, 1948, 1949, 1950, 1951, 1952, 1953, 1954, 1955, 1956, 1957, 1958, 1959, 1960, 1961, 1962, 1963, 1964, 1965, 1966, 1967, 1968, 1969, 1970, 1971, 1972, 1973, 1974, 1975, 1976, 1977, 1978, 1979, 1980, 1981, 1982, 1983, 1984, 1985, 1986, 1987, 1990, 1991, 1992, 1993, 1994, 1995, 1996, 1997, 1998, 1999, 2000, 2001, 2002, 2003, 2004, 2005, 2006, 2007, 2008, 2010, 2011, 2012, 2018, 2019, 2020, 2021, 2022, 2023, 2024, 2025 | 6    | 9    | 4    | 3     |
| 4.  | Deportivo Municipal          | 73    | 1937, 1938, 1939, 1940, 1941, 1942, 1943, 1944, 1945, 1946, 1947, 1948, 1949, 1950, 1951, 1952, 1953, 1954, 1955, 1956, 1957, 1958, 1959, 1960, 1961, 1962, 1963, 1964, 1965, 1966, 1967, 1969, 1970, 1971, 1972, 1973, 1974, 1975, 1976, 1977, 1978, 1979, 1980, 1981, 1982, 1983, 1984, 1985, 1986, 1987, 1988, 1989, 1990, 1991, 1992, 1993, 1994, 1995, 1996, 1997, 1998, 1999, 2000, 2007, 2015, 2016, 2017, 2018, 2019, 2020, 2021, 2022, 2023 | 4    | 8    | 4    | 4     |
| 5.  | Sporting Cristal(3)          | 70    | 1956, 1957, 1958, 1959, 1960, 1961, 1962, 1963, 1964, 1965, 1966, 1967, 1968, 1969, 1970, 1971, 1972, 1973, 1974, 1975, 1976, 1977, 1978, 1979, 1980, 1981, 1982, 1983, 1984, 1985, 1986, 1987, 1988, 1989, 1990, 1991, 1992, 1993, 1994, 1995, 1996, 1997, 1998, 1999, 2000, 2001, 2002, 2003, 2004, 2005, 2006, 2007, 2008, 2009, 2010, 2011, 2012, 2013, 2014, 2015, 2016, 2017, 2018, 2019, 2020, 2021, 2022, 2023, 2024, 2025 | 20   | 15   | 1    | 0     |
| 6.  | FBC Melgar(4)                | 56    | 1966, 1971, 1972, 1973, 1974, 1975, 1976, 1977, 1978, 1979, 1980, 1981, 1982, 1983, 1984, 1985, 1986, 1987, 1988, 1989, 1990, 1991, 1992, 1993, 1994, 1995, 1996, 1997, 1998, 1999, 2000, 2001, 2002, 2003, 2004, 2005, 2006, 2007, 2008, 2009, 2010, 2011, 2012, 2013, 2014, 2015, 2016, 2017, 2018, 2019, 2020, 2021, 2022, 2023, 2024, 2025 | 2    | 3    | 2    | 1     |
| 7.  | Atlético Chalaco             | 45    | 1926, 1927, 1928, 1929, 1930, 1931, 1937, 1938, 1939, 1940, 1941, 1942, 1943, 1944, 1945, 1946, 1947, 1948, 1949, 1950, 1951, 1952, 1953, 1954, 1955, 1956, 1957, 1958, 1959, 1960, 1961, 1962, 1973, 1974, 1975, 1976, 1977, 1978, 1979, 1980, 1981, 1982, 1983, 1984, 1985 | 2    | 4    | 3    | 3     |
| 8.  | Cienciano                    | 43    | 1973, 1974, 1975, 1976, 1977, 1984, 1985, 1986, 1987, 1988, 1989, 1990, 1991, 1992, 1993, 1994, 1995, 1996, 1997, 1998, 1999, 2000, 2001, 2002, 2003, 2004, 2005, 2006, 2007, 2008, 2009, 2010, 2011, 2012, 2013, 2014, 2015, 2020, 2021, 2022, 2023, 2024, 2025 | 0    | 3    | 3    | 2     |
| 9.  | Juan Aurich                  | 35    | 1967, 1968, 1969, 1970, 1971, 1972, 1973, 1974, 1975, 1976, 1977, 1978, 1979, 1980, 1981, 1982, 1983, 1988, 1989, 1991, 1998, 1999, 2000, 2001, 2002, 2008, 2009, 2010, 2011, 2012, 2013, 2014, 2015, 2016, 2017 | 1    | 2    | 5    | 5     |
| 10. | Alianza Atlético             | 32    | 1988, 1989, 1990, 1991, 1992, 1993, 1994, 1995, 1996, 1997, 1998, 1999, 2000, 2001, 2002, 2003, 2004, 2005, 2006, 2007, 2008, 2009, 2010, 2011, 2015, 2016, 2017, 2021, 2022, 2023, 2024, 2025 | 0    | 0    | 3    | 2     |
| 11. | Mariscal Sucre               | 31    | 1933, 1934, 1935, 1937, 1938, 1939, 1940, 1941, 1942, 1943, 1944, 1945, 1946, 1947, 1948, 1949, 1950, 1951, 1952, 1953, 1954, 1955, 1956, 1957, 1958, 1960, 1961, 1963, 1966, 1967, 1968 | 2    | 2    | 4    | 4     |
| 12. | Ciclista Lima                | 31    | 1928, 1929, 1930, 1931, 1932, 1933, 1934, 1938, 1939, 1940, 1947, 1948, 1950, 1951, 1952, 1953, 1954, 1955, 1956, 1957, 1958, 1959, 1960, 1961, 1962, 1963, 1964, 1965, 1994, 1995, 1996 | 0    | 0    | 5    | 5     |
| 13. | León de Huánuco              | 27    | 1972, 1973, 1974, 1975, 1976, 1977, 1978, 1979, 1981, 1982, 1983, 1985, 1986, 1988, 1989, 1990, 1991, 1992, 1993, 1994, 1995, 2010, 2011, 2012, 2013, 2014, 2015 | 0    | 1    | 5    | 5     |
| 14. | Centro Iqueño                | 26    | 1942, 1943, 1944, 1945, 1946, 1949, 1950, 1951, 1952, 1953, 1954, 1955, 1956, 1957, 1958, 1959, 1960, 1961, 1962, 1963, 1964, 1965, 1966, 1967, 1968, 1969 | 1    | 0    | 2    | 2     |
| 15. | Sporting Tabaco              | 25    | 1929, 1930, 1931, 1932, 1933, 1934, 1937, 1938, 1939, 1940, 1941, 1942, 1943, 1944, 1945, 1946, 1947, 1948, 1949, 1950, 1951, 1952, 1953, 1954, 1955 | 0    | 2    | 2    | 2     |
| 16. | Carlos A. Mannucci           | 25    | 1968, 1969, 1970, 1971, 1972, 1974, 1975, 1976, 1984, 1985, 1986, 1987, 1988, 1989, 1990, 1991, 1992, 1993, 1994, 2019, 2020, 2021, 2022, 2023, 2024 | 0    | 0    | 5    | 5     |
| 17. | UTC                          | 25    | 1982, 1983, 1984, 1985, 1986, 1987, 1988, 1989, 1990, 1991, 1992, 1993, 2013, 2014, 2015, 2016, 2017, 2018, 2019, 2020, 2021, 2022, 2023, 2024, 2025 | 0    | 1    | 2    | 1     |
| 18. | Defensor Lima                | 24    | 1961, 1962, 1963, 1964, 1965, 1966, 1967, 1968, 1969, 1970, 1971, 1972, 1973, 1974, 1975, 1976, 1977, 1978, 1989, 1990, 1991, 1992, 1993, 1994 | 1    | 0    | 2    | 2     |
| 19. | Unión Huaral                 | 24    | 1974, 1975, 1976, 1977, 1978, 1979, 1980, 1981, 1982, 1983, 1984, 1985, 1986, 1987, 1988, 1989, 1990, 1991, 1993, 1995, 2003, 2004, 2005, 2006 | 2    | 1    | 4    | 4     |
| 20. | Coronel Bolognesi            | 23    | 1977, 1978, 1979, 1980, 1981, 1982, 1983, 1984, 1985, 1986, 1987, 1988, 1989, 1990, 1991, 2002, 2003, 2004, 2005, 2006, 2007, 2008, 2009 | 0    | 1    | 2    | 2     |
| 21. | CNI de Iquitos               | 23    | 1973, 1974, 1975, 1976, 1977, 1978, 1979, 1980, 1981, 1982, 1983, 1984, 1985, 1986, 1987, 1988, 1989, 1990, 1991, 1992, 2009, 2010, 2011 | 0    | 0    | 2    | 2     |
| 22. | Atlético Grau                | 20    | 1966, 1967, 1968, 1969, 1970, 1972, 1973, 1974, 1975, 1986, 1987, 1988, 1989, 1990, 1991, 2020, 2022, 2023, 2024, 2025 | 0    | 0    | 5    | 4     |

| Resto de los equipos que estuvieron en Primera División | Resto de los equipos que estuvieron en Primera División | Resto de los equipos que estuvieron en Primera División | Resto de los equipos que estuvieron en Primera División                                                           | Resto de los equipos que estuvieron en Primera División | Resto de los equipos que estuvieron en Primera División | Resto de los equipos que estuvieron en Primera División | Resto de los equipos que estuvieron en Primera División |
| N°                                                      | Club                                                    | Temp.                                                   | Temporadas Totales                                                                                                | Tít.                                                    | Sub.                                                    | Asc.                                                    | Desc.                                                   |
| ------------------------------------------------------- | ------------------------------------------------------- | ------------------------------------------------------- | --- | ------------------------------------------------------- | ------------------------------------------------------- | ------------------------------------------------------- | ------------------------------------------------------- |
| 23.                                                     | Atlético Torino                                         | 19                                                      | 1970, 1971, 1972, 1973, 1978, 1979, 1980, 1981, 1983, 1984, 1985, 1986, 1987, 1989, 1990, 1991, 1995, 1996, 1997  | 0                                                       | 1                                                       | 5                                                       | 5                                                       |
| 24.                                                     | Universidad San Martín de Porres                        | 19                                                      | 2004, 2005, 2006, 2007, 2008, 2009, '2010, 2011, 2012, 2013, 2014, 2015, 2016, 2017, 2018, 2019, 2020, 2021, 2022 | 3                                                       | 0                                                       | 1                                                       | 1                                                       |
| 25.                                                     | Alfonso Ugarte                                          | 18                                                      | 1974, 1975, 1976, 1977, 1978, 1979, 1980, 1981, 1982, 1983, 1984, 1985, 1986, 1987, 1988, 1989, 1990, 1991        | 0                                                       | 1                                                       | 1                                                       | 1                                                       |
| 26.                                                     | Deportivo Junín                                         | 17                                                      | 1974, 1975, 1976, 1977, 1978, 1979, 1980, 1981, 1982, 1983, 1984, 1985, 1986, 1987, 1988, 1989, 1990              | 0                                                       | 0                                                       | 1                                                       | 1                                                       |
| 27.                                                     | Universidad César Vallejo                               | 17                                                      | 2004, 2005, 2008, 2009, 2010, 2011, 2012, 2013, 2014, 2015, 2016, 2019, 2020, 2021, 2022, 2023, 2024              | 0                                                       | 0                                                       | 3                                                       | 3                                                       |
| 28.                                                     | Sport Huancayo                                          | 17                                                      | 2009, 2010, 2011, 2012, 2013, 2014, 2015, 2016, 2017, 2018, 2019, 2020, 2021, 2022, 2023, 2024, 2025              | 0                                                       | 0                                                       | 1                                                       | 0                                                       |
| 29.                                                     | Unión Minas                                             | 16                                                      | 1986, 1987, 1988, 1989, 1990, 1991, 1992, 1993, 1994, 1995, 1996, 1997, 1998, 1999, 2000, 2001                    | 0                                                       | 0                                                       | 1                                                       | 1                                                       |
| 30.                                                     | ADT                                                     | 16                                                      | 1980, 1981, 1982, 1983, 1984, 1985, 1986, 1987, 1988, 1989, 1990, 1991, 2022, 2023, 2024, 2025                    | 0                                                       | 0                                                       | 2                                                       | 1                                                       |
| 31.                                                     | Ayacucho FC                                             | 15                                                      | 2009, 2010, 2011, 2012, 2013, 2014, 2015, 2016, 2017, 2018, 2019, 2020, 2021, 2022, 2025                          | 0                                                       | 0                                                       | 2                                                       | 1                                                       |
| 32.                                                     | Octavio Espinosa                                        | 14                                                      | 1966, 1967, 1968, 1969, 1970, 1971, 1984, 1985, 1986, 1987, 1988, 1989, 1990, 1991                                | 0                                                       | 0                                                       | 3                                                       | 3                                                       |
| 33.                                                     | Deportivo Wanka                                         | 13                                                      | 1992, 1993, 1994, 1995, 1996, 1997, 1998, 1999, 2000, 2001, 2002, 2003, 2004                                      | 0                                                       | 0                                                       | 1                                                       | 1                                                       |
| 34.                                                     | Cusco FC                                                | 13                                                      | 2012, 2013, 2014, 2015, 2016, 2017, 2018, 2019, 2020, 2021, 2023, 2024, 2025                                      | 0                                                       | 3                                                       | 2                                                       | 1                                                       |
| 35.                                                     | Jorge Chávez (N°2)                                      | 12                                                      | 1915, 1916, 1917, 1918, 1919, 1920, 1921, 1926, 1928, 1929, 1948, 1950                                            | 0                                                       | 2                                                       | 4                                                       | 4                                                       |
| 36.                                                     | San Agustín                                             | 12                                                      | 1985, 1986, 1987, 1988, 1989, 1990, 1991, 1992, 1993, 1994, 1995, 1996                                            | 1                                                       | 0                                                       | 1                                                       | 1                                                       |
| 37.                                                     | José Gálvez FBC (Chimbote)                              | 12                                                      | 1971, 1972, 1973, 1984, 1985, 1997, 2006, 2008, 2009, 2010, 2012, 2013                                            | 0                                                       | 0                                                       | 6                                                       | 6                                                       |
| 38.                                                     | Sport Progreso                                          | 11                                                      | 1918, 1919, 1920, 1921, 1926, 1927, 1928, 1929, 1930, 1932, 1933                                                  | 2                                                       | 1                                                       | 2                                                       | 2                                                       |
| 39.                                                     | Sportivo Tarapacá Ferrocarril                           | 11                                                      | 1926, 1927, 1928, 1929, 1930, 1931, 1932, 1933, 1934, 1935, 1937                                                  | 0                                                       | 0                                                       | 1                                                       | 1                                                       |
| 40.                                                     | Unión Comercio                                          | 11                                                      | 2011, 2012, 2013, 2014, 2015, 2016, 2017, 2018, 2019, 2023, 2024                                                  | 0                                                       | 0                                                       | 2                                                       | 2                                                       |
| 41.                                                     | Sport Inca                                              | 10                                                      | 1912, 1913, 1914, 1915, 1916, 1917, 1918, 1919, 1920, 1921                                                        | 1                                                       | 0                                                       | 1                                                       | 1                                                       |
| 42.                                                     | Jorge Chávez (N.º1)                                     | 9                                                       | 1912, 1913, 1914, 1916, 1917, 1918, 1919, 1920, 1921                                                              | 1                                                       | 1                                                       | 2                                                       | 2                                                       |
| 43.                                                     | Circolo Sportivo Italiano                               | 9                                                       | 1926, 1927, 1928, 1929, 1930, 1931, 1932, 1933, 1934                                                              | 0                                                       | 1                                                       | 1                                                       | 1                                                       |
| 44.                                                     | Defensor Arica                                          | 8                                                       | 1965, 1966, 1967, 1968, 1969, 1970, 1971, 1972                                                                    | 0                                                       | 1                                                       | 1                                                       | 1                                                       |
| 45.                                                     | Sport José Gálvez (Lima)                                | 7                                                       | 1915, 1916, 1917, 1919, 1920, 1921, 1926                                                                          | 2                                                       | 0                                                       | 2                                                       | 2                                                       |
| 46.                                                     | Defensor ANDA                                           | 7                                                       | 1984, 1985, 1986, 1987, 1988, 1989, 1990                                                                          | 0                                                       | 0                                                       | 1                                                       | 1                                                       |
| 47.                                                     | Academia Cantolao                                       | 7                                                       | 2017, 2018, 2019, 2020, 2021, 2022, 2023                                                                          | 0                                                       | 0                                                       | 1                                                       | 1                                                       |
| 48.                                                     | Deportivo Binacional                                    | 7                                                       | 2018, 2019, 2020, 2021, 2022, 2023, 2025                                                                          | 1                                                       | 0                                                       | 2                                                       | 1                                                       |
| 49.                                                     | Atlético Peruano                                        | 6                                                       | 1914, 1915, 1916, 1917, 1918, 1919                                                                                | 0                                                       | 1                                                       | 1                                                       | 1                                                       |
| 50.                                                     | Association Alianza                                     | 6                                                       | 1918, 1919, 1920, 1921, 1927, 1928                                                                                | 0                                                       | 0                                                       | 2                                                       | 2                                                       |
| 51.                                                     | Unión Buenos Aires                                      | 6                                                       | 1926, 1927, 1928, 1929, 1930, 1931                                                                                | 0                                                       | 1                                                       | 1                                                       | 1                                                       |
| 52.                                                     | Sportivo Unión                                          | 6                                                       | 1928, 1929, 1930, 1931, 1932, 1933                                                                                | 0                                                       | 0                                                       | 1                                                       | 1                                                       |
| 53.                                                     | Porvenir Miraflores                                     | 6                                                       | 1957, 1967, 1968, 1969, 1970, 1971                                                                                | 0                                                       | 0                                                       | 2                                                       | 2                                                       |
| 54.                                                     | Juventud La Palma                                       | 6                                                       | 1979, 1980, 1984, 1985, 1986, 1987                                                                                | 0                                                       | 0                                                       | 2                                                       | 2                                                       |
| 55.                                                     | Atlético Huracán                                        | 6                                                       | 1985, 1986, 1987, 1988, 1989, 1990                                                                                | 0                                                       | 0                                                       | 1                                                       | 1                                                       |
| 56.                                                     | Diablos Rojos                                           | 6                                                       | 1984, 1985, 1988, 1989, 1990, 1991                                                                                | 0                                                       | 0                                                       | 2                                                       | 2                                                       |
| 57.                                                     | Juan Bielovucic                                         | 5                                                       | 1916, 1917, 1918, 1919, 1921                                                                                      | 1                                                       | 0                                                       | 2                                                       | 2                                                       |
| 58.                                                     | Alianza Chorrillos                                      | 5                                                       | 1917, 1918, 1919, 1928, 1929                                                                                      | 0                                                       | 0                                                       | 2                                                       | 2                                                       |
| 59.                                                     | Carlos Concha                                           | 5                                                       | 1954, 1956, 1964, 1965, 1966                                                                                      | 0                                                       | 0                                                       | 3                                                       | 3                                                       |
| 60.                                                     | KDT Nacional                                            | 5                                                       | 1962, 1963, 1964, 1968, 1969                                                                                      | 0                                                       | 0                                                       | 2                                                       | 2                                                       |
| 61.                                                     | José Pardo                                              | 5                                                       | 1971, 1972, 1973, 1974, 1975                                                                                      | 0                                                       | 0                                                       | 1                                                       | 1                                                       |
| 62.                                                     | Internazionale San Borja                                | 5                                                       | 1987, 1988, 1989, 1990, 1991                                                                                      | 0                                                       | 0                                                       | 1                                                       | 1                                                       |
| 63.                                                     | Deportivo Cañaña                                        | 5                                                       | 1987, 1988, 1989, 1990, 1991                                                                                      | 0                                                       | 0                                                       | 1                                                       | 1                                                       |
| 64.                                                     | Mina San Vicente                                        | 5                                                       | 1987, 1988, 1989, 1990, 1991                                                                                      | 0                                                       | 0                                                       | 1                                                       | 1                                                       |
| 65.                                                     | Sport Áncash                                            | 5                                                       | 2005, 2006, 2007, 2008, 2009                                                                                      | 0                                                       | 0                                                       | 1                                                       | 1                                                       |
| 66.                                                     | Alianza Universidad                                     | 5                                                       | 1991, 2019, 2020, 2021, 2025                                                                                      | 0                                                       | 0                                                       | 3                                                       | 2                                                       |
| 67.                                                     | Comerciantes Unidos                                     | 5                                                       | 2016, 2017, 2018, 2024, 2025                                                                                      | 0                                                       | 0                                                       | 2                                                       | 1                                                       |
| 68.                                                     | Unión Miraflores                                        | 4                                                       | 1913, 1915, 1916, 1917                                                                                            | 0                                                       | 0                                                       | 2                                                       | 2                                                       |
| 69.                                                     | Juventud La Joya                                        | 4                                                       | 1985, 1986, 1987, 1988                                                                                            | 0                                                       | 0                                                       | 1                                                       | 1                                                       |
| 70.                                                     | Deportivo Pucallpa                                      | 4                                                       | 1985, 1986, 1987, 1988                                                                                            | 0                                                       | 0                                                       | 1                                                       | 1                                                       |
| 71.                                                     | Deportivo Hospital                                      | 4                                                       | 1984, 1989, 1990, 1991                                                                                            | 0                                                       | 0                                                       | 2                                                       | 2                                                       |
| 72.                                                     | Deportivo AELU                                          | 4                                                       | 1988, 1989, 1990, 1991                                                                                            | 0                                                       | 0                                                       | 1                                                       | 1                                                       |
| 73.                                                     | Club Libertad                                           | 4                                                       | 1988, 1989, 1990, 1991                                                                                            | 0                                                       | 0                                                       | 1                                                       | 1                                                       |
| 74.                                                     | Estudiantes de Medicina                                 | 4                                                       | 2001, 2002, 2003, 2004                                                                                            | 0                                                       | 0                                                       | 1                                                       | 1                                                       |
| 75.                                                     | Lima Cricket                                            | 3                                                       | 1912, 1913, 1914                                                                                                  | 2                                                       | 1                                                       | 1                                                       | 1                                                       |
| 76.                                                     | Sport Vitarte                                           | 3                                                       | 1912, 1918, 1919                                                                                                  | 0                                                       | 0                                                       | 2                                                       | 2                                                       |
| 77.                                                     | Sáenz Peña                                              | 3                                                       | 1919, 1920, 1921                                                                                                  | 0                                                       | 1                                                       | 1                                                       | 1                                                       |
| 78.                                                     | Sport Huáscar                                           | 3                                                       | 1919, 1920, 1921                                                                                                  | 0                                                       | 0                                                       | 1                                                       | 1                                                       |
| 79.                                                     | Association FBC                                         | 3                                                       | 1912, 1913, 1927                                                                                                  | 0                                                       | 1                                                       | 2                                                       | 2                                                       |
| 80.                                                     | Lawn Tennis de la Exposición                            | 3                                                       | 1928, 1930, 1931                                                                                                  | 0                                                       | 0                                                       | 2                                                       | 2                                                       |
| 81.                                                     | Hidroaviación                                           | 3                                                       | 1929, 1930, 1931                                                                                                  | 0                                                       | 0                                                       | 1                                                       | 1                                                       |
| 82.                                                     | Telmo Carbajo                                           | 3                                                       | 1937, 1941, 1942                                                                                                  | 0                                                       | 0                                                       | 2                                                       | 2                                                       |
| 83.                                                     | Unión Callao                                            | 3                                                       | 1951, 1953, 1955                                                                                                  | 0                                                       | 0                                                       | 3                                                       | 3                                                       |
| 84.                                                     | Mariscal Castilla                                       | 3                                                       | 1958, 1959, 1960                                                                                                  | 0                                                       | 0                                                       | 1                                                       | 1                                                       |
| 85.                                                     | Deportivo SIMA                                          | 3                                                       | 1970, 1972, 1973                                                                                                  | 0                                                       | 0                                                       | 2                                                       | 2                                                       |
| 86.                                                     | Hungaritos Agustinos                                    | 3                                                       | 1986, 1987, 1988                                                                                                  | 0                                                       | 0                                                       | 1                                                       | 1                                                       |
| 87.                                                     | 15 de Septiembre                                        | 3                                                       | 1988, 1989, 1990                                                                                                  | 0                                                       | 0                                                       | 1                                                       | 1                                                       |
| 88.                                                     | Alipio Ponce                                            | 3                                                       | 1988, 1989, 1990                                                                                                  | 0                                                       | 0                                                       | 1                                                       | 1                                                       |
| 89.                                                     | Juvenil Los Ángeles                                     | 3                                                       | 1987, 1990, 1991                                                                                                  | 0                                                       | 0                                                       | 2                                                       | 2                                                       |
| 90.                                                     | Unión Tarapoto                                          | 3                                                       | 1989, 1990, 1991                                                                                                  | 0                                                       | 0                                                       | 1                                                       | 1                                                       |
| 91.                                                     | FBC Aurora                                              | 3                                                       | 1989, 1990, 1991                                                                                                  | 0                                                       | 0                                                       | 1                                                       | 1                                                       |
| 92.                                                     | Guardia Republicana                                     | 3                                                       | 1986, 1988, 1996                                                                                                  | 0                                                       | 0                                                       | 3                                                       | 3                                                       |
| 93.                                                     | Aurich-Cañaña                                           | 3                                                       | 1994, 1995, 1996                                                                                                  | 0                                                       | 0                                                       | 1                                                       | 1                                                       |
| 94.                                                     | Sport Coopsol (Trujillo)                                | 3                                                       | 2000, 2001, 2002                                                                                                  | 0                                                       | 0                                                       | 1                                                       | 1                                                       |
| 95.                                                     | Atlético Universidad                                    | 3                                                       | 2003, 2004, 2005                                                                                                  | 0                                                       | 0                                                       | 1                                                       | 1                                                       |
| 96.                                                     | Deportivo Garcilaso                                     | 3                                                       | 2023, 2024, 2025                                                                                                  | 0                                                       | 0                                                       | 1                                                       | 0                                                       |
| 97.                                                     | Atlético Grau (N°1)                                     | 2                                                       | 1913, 1914 | 0                                                       | 0                                                       | 1                                                       | 1                                                       |
| 98.                                                     | Sporting Fry                                            | 2                                                       | 1914, 1915 | 0                                                       | 0                                                       | 1                                                       | 1                                                       |
| 99.                                                     | Sportivo Tarapacá                                       | 2                                                       | 1917, 1918 | 0                                                       | 0                                                       | 1                                                       | 1                                                       |
| 100.                                                    | Unión Perú                                              | 2                                                       | 1917, 1918 | 0                                                       | 0                                                       | 1                                                       | 1                                                       |
| 101.                                                    | Fraternal Barranco                                      | 2                                                       | 1917, 1918 | 0                                                       | 0                                                       | 1                                                       | 1                                                       |
| 102.                                                    | Jorge Washington                                        | 2                                                       | 1926, 1928 | 0                                                       | 0                                                       | 2                                                       | 2                                                       |
| 103.                                                    | Alianza Frigorífico                                     | 2                                                       | 1928, 1931 | 0                                                       | 0                                                       | 2                                                       | 2                                                       |
| 104.                                                    | Alfonso Ugarte de Chiclin                               | 2                                                       | 1966, 1967 | 0                                                       | 0                                                       | 2                                                       | 2                                                       |
| 105.                                                    | Sport Pilsen                                            | 2                                                       | 1984, 1985 | 0                                                       | 0                                                       | 1                                                       | 1                                                       |
| 106.                                                    | Chanchamayo FC                                          | 2                                                       | 1984, 1985 | 0                                                       | 0                                                       | 1                                                       | 1                                                       |
| 107.                                                    | Los Espartanos                                          | 2                                                       | 1985, 1986 | 0                                                       | 0                                                       | 1                                                       | 1                                                       |
| 108.                                                    | Deportivo Tintaya                                       | 2                                                       | 1988, 1989 | 0                                                       | 0                                                       | 1                                                       | 1                                                       |
| 109.                                                    | Meteor Sport Club                                       | 2                                                       | 1989, 1990 | 0                                                       | 0                                                       | 1                                                       | 1                                                       |
| 110.                                                    | Atlético Belén                                          | 2                                                       | 1989, 1990 | 0                                                       | 0                                                       | 1                                                       | 1                                                       |
| 111.                                                    | Chacarita Versalles                                     | 2                                                       | 1989, 1990 | 0                                                       | 0                                                       | 1                                                       | 1                                                       |
| 112.                                                    | Mariscal Nieto                                          | 2                                                       | 1986, 1991 | 0                                                       | 0                                                       | 2                                                       | 2                                                       |
| 113.                                                    | Deportivo Pacífico                                      | 2                                                       | 1990, 1991 | 0                                                       | 0                                                       | 1                                                       | 1                                                       |
| 114.                                                    | Deportivo Morba                                         | 2                                                       | 1990, 1991 | 0                                                       | 0                                                       | 1                                                       | 1                                                       |
| 115.                                                    | Unión Huayllaspanca                                     | 2                                                       | 1990, 1991 | 0                                                       | 0                                                       | 1                                                       | 1                                                       |
| 116.                                                    | Deportivo Bancos                                        | 2                                                       | 1990, 1991 | 0                                                       | 0                                                       | 1                                                       | 1                                                       |
| 117.                                                    | Deportivo Yurimaguas                                    | 2                                                       | 1991, 1992 | 0                                                       | 0                                                       | 1                                                       | 1                                                       |
| 118.                                                    | La Loretana                                             | 2                                                       | 1996, 1997 | 0                                                       | 0                                                       | 1                                                       | 1                                                       |
| 119.                                                    | Total Chalaco                                           | 2                                                       | 2009, 2010 | 0                                                       | 0                                                       | 1                                                       | 1                                                       |
| 120.                                                    | Cobresol FBC                                            | 2                                                       | 2011, 2012 | 0                                                       | 0                                                       | 1                                                       | 1                                                       |
| 121.                                                    | Sport Rosario                                           | 2                                                       | 2017, 2018 | 0                                                       | 0                                                       | 1                                                       | 1                                                       |
| 122.                                                    | FC Carlos Stein                                         | 2                                                       | 2020, 2022 | 0                                                       | 0                                                       | 2                                                       | 2                                                       |
| 123.                                                    | Los Chankas                                             | 2                                                       | 2024, 2025 | 0                                                       | 0                                                       | 1                                                       | 0                                                       |
| 124.                                                    | Miraflores SC                                           | 1                                                       | 1912 | 0                                                       | 0                                                       | 1                                                       | 1                                                       |
| 125.                                                    | Escuela Militar de Chorrillos                           | 1                                                       | 1912 | 0                                                       | 0                                                       | 1                                                       | 1                                                       |
| 126.                                                    | Sport Tacna (N°1)                                       | 1                                                       | 1916 | 0                                                       | 0                                                       | 1                                                       | 1                                                       |
| 127.                                                    | Escuela de Artes y Oficios                              | 1                                                       | 1917 | 0                                                       | 0                                                       | 1                                                       | 1                                                       |
| 128.                                                    | Sportivo Lima                                           | 1                                                       | 1918 | 0                                                       | 0                                                       | 1                                                       | 1                                                       |
| 129.                                                    | Sport Calavera                                          | 1                                                       | 1919 | 0                                                       | 0                                                       | 1                                                       | 1                                                       |
| 130.                                                    | Unión Barranco                                          | 1                                                       | 1921 | 0                                                       | 0                                                       | 1                                                       | 1                                                       |
| 131.                                                    | Teniente Ruiz                                           | 1                                                       | 1926 | 0                                                       | 0                                                       | 1                                                       | 1                                                       |
| 132.                                                    | Deportivo Nacional                                      | 1                                                       | 1926 | 0                                                       | 0                                                       | 1                                                       | 1                                                       |
| 133.                                                    | Alberto Secada                                          | 1                                                       | 1928 | 0                                                       | 0                                                       | 1                                                       | 1                                                       |
| 134.                                                    | Unión Santa Catalina                                    | 1                                                       | 1928 | 0                                                       | 0                                                       | 1                                                       | 1                                                       |
| 135.                                                    | Unión FBC                                               | 1                                                       | 1928 | 0                                                       | 0                                                       | 1                                                       | 1                                                       |
| 136.                                                    | José Olaya                                              | 1                                                       | 1928 | 0                                                       | 0                                                       | 1                                                       | 1                                                       |
| 137.                                                    | Unión Carbone                                           | 1                                                       | 1934 | 0                                                       | 0                                                       | 1                                                       | 1                                                       |
| 138.                                                    | Sportivo Melgar                                         | 1                                                       | 1937 | 0                                                       | 0                                                       | 1                                                       | 1                                                       |
| 139.                                                    | Progresista Apurímac                                    | 1                                                       | 1938 | 0                                                       | 0                                                       | 1                                                       | 1                                                       |
| 140.                                                    | Atlético Córdoba                                        | 1                                                       | 1939 | 0                                                       | 0                                                       | 1                                                       | 1                                                       |
| 141.                                                    | Santiago Barranco                                       | 1                                                       | 1942 | 0                                                       | 0                                                       | 1                                                       | 1                                                       |
| 142.                                                    | Association Chorrillos                                  | 1                                                       | 1952 | 0                                                       | 0                                                       | 1                                                       | 1                                                       |
| 143.                                                    | Unión América                                           | 1                                                       | 1959 | 0                                                       | 0                                                       | 1                                                       | 1                                                       |
| 144.                                                    | ADO                                                     | 1                                                       | 1971 | 0                                                       | 0                                                       | 1                                                       | 1                                                       |
| 145.                                                    | Sportivo Huracán                                        | 1                                                       | 1973 | 0                                                       | 0                                                       | 1                                                       | 1                                                       |
| 146.                                                    | Walter Ormeño                                           | 1                                                       | 1974 | 0                                                       | 0                                                       | 1                                                       | 1                                                       |
| 147.                                                    | FBC Piérola                                             | 1                                                       | 1974 | 0                                                       | 0                                                       | 1                                                       | 1                                                       |
| 148.                                                    | Unión Pesquero                                          | 1                                                       | 1974 | 0                                                       | 0                                                       | 1                                                       | 1                                                       |
| 149.                                                    | Atlético Barrio Frigorífico                             | 1                                                       | 1974 | 0                                                       | 0                                                       | 1                                                       | 1                                                       |
| 150.                                                    | Alianza Naval                                           | 1                                                       | 1988 | 0                                                       | 0                                                       | 1                                                       | 1                                                       |
| 151.                                                    | Social Magdalena                                        | 1                                                       | 1989 | 0                                                       | 0                                                       | 1                                                       | 1                                                       |
| 152.                                                    | San Martín de Porres                                    | 1                                                       | 1989 | 0                                                       | 0                                                       | 1                                                       | 1                                                       |
| 153.                                                    | Deportivo Comercio                                      | 1                                                       | 1991 | 0                                                       | 0                                                       | 1                                                       | 1                                                       |
| 154.                                                    | Alcides Vigo                                            | 1                                                       | 1997 | 0                                                       | 0                                                       | 1                                                       | 1                                                       |
| 155.                                                    | Lawn Tennis                                             | 1                                                       | 1998 | 0                                                       | 0                                                       | 1                                                       | 1                                                       |
| 156.                                                    | IMI                                                     | 1                                                       | 1999 | 0                                                       | 0                                                       | 1                                                       | 1                                                       |
| 157.                                                    | FBC Total Clean                                         | 1                                                       | 2007 | 0                                                       | 0                                                       | 1                                                       | 1                                                       |
| 158.                                                    | Atlético Minero                                         | 1                                                       | 2008 | 0                                                       | 0                                                       | 1                                                       | 1                                                       |
| 159.                                                    | Pacífico FC                                             | 1                                                       | 2013 | 0                                                       | 0                                                       | 1                                                       | 1                                                       |
| 160.                                                    | San Simón                                               | 1                                                       | 2014 | 0                                                       | 0                                                       | 1                                                       | 1                                                       |
| 161.                                                    | Los Caimanes                                            | 1                                                       | 2014 | 0                                                       | 0                                                       | 1                                                       | 1                                                       |
| 162.                                                    | Sport Loreto                                            | 1                                                       | 2015 | 0                                                       | 0                                                       | 1                                                       | 1                                                       |
| 163.                                                    | Defensor La Bocana                                      | 1                                                       | 2016 | 0                                                       | 0                                                       | 1                                                       | 1                                                       |
| 164.                                                    | Pirata FC                                               | 1                                                       | 2019 | 0                                                       | 0                                                       | 1                                                       | 1                                                       |
| 165.                                                    | Deportivo Llacuabamba                                   | 1                                                       | 2020 | 0                                                       | 0                                                       | 1                                                       | 1                                                       |
| 166.                                                    | Juan Pablo II College                                   | 1                                                       | 2025 | 0                                                       | 0                                                       | 1                                                       | 0                                                       |

- En Negrita, números de títulos (Temporadas Totales).
- En Cursiva, números de subtítulos (Temporadas Totales).

Cambios de nombre y fusiones de clubes

## Participación en torneos internacionales
Los equipos peruanos participan en los campeonatos internacionales organizados por la Confederación Sudamericana de Fútbol que en la actualidad, corresponden a la Copa Libertadores de América y la Copa Sudamericana. El único equipo peruano que ha logrado ganar torneos internacionales oficiales es Cienciano de Cuzco (campeón de la Copa Sudamericana y de la Recopa Sudamericana).
| Equipo                    | Año        | Campeón Internacional | Subcampeón Internacional |
| ------------------------- | ---------- | --------------------- | ------------------------ |
| Cienciano                 | 2003, 2004 | 2                     | 0                        |
| Universitario de Deportes | 1972       | 0                     | 1                        |
| Sporting Cristal          | 1997       | 0                     | 1                        |

## Partidos clásicos

### Alianza Lima - Universitario de Deportes
El primer encuentro oficial se disputó el 23 de septiembre de 1928, cuando por el Torneo Amateur, Universitario de Deportes se impuso por 1-0 a través de un gol de Pablo Pacheco a los siete minutos del primer tiempo. El árbitro Julio Borelli suspendió el partido, nueve minutos antes de cumplirse el tiempo reglamentario, ya que Alianza se había quedado con seis futbolistas menos.Al finalizar el partido, la violencia se trasladó a las tribunas en un altercado entre jugadores aliancistas y espectadores universitarios, entre puños y bastones, por eso el encuentro es conocido como el «Clásico de los Bastonazos». Los blanquiazules tienen a su favor la goleada más abultada en partidos de esta índole: 9-1 en el año de 1949, durante un encuentro que se llevó a cabo en un cuadrangular denominado Torneo Apertura, organizado por la Asociación No Amateur, y el cual se jugaba previo al campeonato oficial. El máximo goleador de los clásicos es Teodoro Fernández Meyzán con 29 goles y el futbolista con más presencias es José Luis Carranza con 61 clásicos, ambos futbolistas de la U. Desde el primer clásico, Alianza Lima y Universitario se enfrentaron en 372 oportunidades, Alianza ha conseguido 142 victorias, mientras que la «U» ha logrado 125 triunfos y ambos registran 106 empates.

### Sporting Cristal - Universitario de Deportes
El encuentro disputado entre Sporting Cristal y Universitario de Deportes es uno de los clásicos más importantes del Perú tanto por rivalidad futbolística como por antecedentes de violencia extradeportiva fuera de los estadios. Ambos clubes son los que consiguieron un mayor número de títulos desde que comenzaran a disputarse los Campeonatos Descentralizados a partir de 1966 (repartiéndose en total 34), esta sucesión de títulos hizo que existiera una gran rivalidad entre ambas escuadras. Desde el primer clásico que terminó empatado 2:2 con goles de Daniel Ruiz en dos ocasiones para los cremas mientras que Roberto Martínez y Enrique Vargas marcaron para los celestes, los dos clubes se han enfrentado en 218 oportunidades en encuentros oficiales, Universitario ha conseguido 75 victorias, mientras que Cristal ha logrado 68 triunfos y han empatado en 75 oportunidades.

### Alianza Lima - Sporting Cristal
En la última década, estos equipos se han adjudicado alternadamente los últimos títulos: Alianza conquistó los campeonatos de 2001, 2003, 2004 y 2006; Cristal, consiguió los títulos nacionales 2002 y 2005, por lo que la rivalidad se mantiene. Los partidos entre estos dos equipos tienen como escenario, en su mayoría, dos estadios: el Estadio Alejandro Villanueva y el Estadio Nacional del Perú. Desde el año 2010 Sporting Cristal utiliza el Estadio Alberto Gallardo, a pesar de su capacidad limitada tras realizar cambios en su infraestructura que le permite alojar encuentros de alto riesgo. Desde el campeonato de 1956, cuando se enfrentaron por primera vez con victoria de Alianza por 2:1, estos dos cuadros han jugado en 217 ocasiones, de las cuales 76 ganó Alianza Lima y 67 el Sporting Cristal.

### Universitario de Deportes - Deportivo Municipal
Denominado el Clásico Moderno desde los años 40 debido a la calidad de jugadores y que ambos clubes monopolizaban los títulos de Primera División, también en la década de los 60s y 70s, pero que fue perdiendo un poco de brillo por la pérdida de categoría de la primera división por parte del Deportivo Municipal a finales de la década de los 90's, aunque se mantiene para las generaciones de antaño y el ascenso de Municipal a primera división permitió que el clásico moderno se revalorizara nuevamente.

### Clásico Lima - Callao
Es el clásico más importante entre los equipos del puerto del Callao y los clubes de Lima. Siendo el primer clásico histórico y tradicional entre el Alianza Lima y el Atlético Chalaco. Luego están los clásicos con Universitario de Deportes, Deportivo Municipal y Sporting Cristal contra Atlético Chalaco y Sport Boys a lo largo de la historia.

### Clásico Porteño
Es el clásico histórico del fútbol del primer puerto del Perú, en la región Callao entre el Club Atlético Chalaco versus el Club Sport Boys Association. Este clásico empezó a jugarse desde el Campeonato Peruano de Fútbol de 1937.

### Clásico del Sur
Es el clásico del Sur del Perú, disputado entre los clubes Foot Ball Club Melgar de Arequipa versus el Club Cienciano del Cuzco. Se han convertido en los clubes fuera de Lima con más prestigio (por lo que son eternos rivales). Se empezó a jugarse en Primera División desde el Campeonato Descentralizado 1973, pero ya se habían enfrentado antes, desde la Primera Edición de Copa Perú 1967.

### Clásico de Piura
Es el clásico de Piura, al norte del Perú, disputado entre los clubes, Alianza Atlético y Atlético Grau. Enfrenta a dos cuadros centenarios, además se ha disputado en las tres categorías del fútbol peruano: Primera División, Segunda División y Copa Perú.

## Patrocinios
Debe señalarse que el patrocinador es quien determina el nombre comercial de la liga. La Primera División del Perú tuvo cuatro patrocinadores:

### Campeonato Descentralizado (1966 - 2018)
| Patrocinador   | Denominación comercial | Temporada   |
| -------------- | ---------------------- | ----------- |
| Sin patrocinio | Sin denominación       | 1966 - 1996 |
| Cable Mágico   | Copa Cable Magico      | 1997 - 2010 |
| Movistar       | Copa Movistar          | 2011 - 2018 |

### Liga1 de Fútbol Profesional (2019 - actualidad)
| Patrocinador | Denominación comercial | Temporada   |
| ------------ | ---------------------- | ----------- |
| Movistar     | Liga1 Movistar         | 2019 - 2020 |
| Betsson      | Liga1 Betsson          | 2021 - 2023 |
| Te Apuesto   | Liga1 Te Apuesto       | 2024 - 2027 |

## Derechos de transmisión
Los derechos de transmisión los tiene la empresa multinacional 1190 Sports. (excepto los partidos de local de Sport Boys y Universitario de Deportes) cuyos derechos pertenecen al Consorcio Fútbol Perú (CFP) el cual es una alianza estratégica entre Gol TV y Telefónica Media Networks Latin America.

### Perú
| Vía                        | Transmisión     | Partidos por fecha  |
| -------------------------- | --------------- | ------------------- |
| Televisión en abierto      | Nativa          | - 1 por fecha       |
| Televisión por suscripción | L1 Max          | - 8/9 por fecha     |
| Televisión por suscripción | GOLPERU         | - Hasta 2 por fecha |
| Streaming                  | Liga1 Play      | - 8/9 por fecha     |
| Streaming                  | Movistar TV App | - Hasta 3 por fecha |

### Internacional
| Vía                        | Transmisión                 | Partidos por fecha  | Región                                                        |
| -------------------------- | --------------------------- | ------------------- | ------------------------------------------------------------- |
| Televisión por suscripción | GolTV                       | - Hasta 2 por fecha | Latinoamérica (excepto Perú)                                  |
| Televisión por suscripción | GolTV (en inglés y español) | - Hasta 2 por fecha | Estados Unidos                                                |
| Televisión por suscripción | Fox Deportes                | - 1 por fecha       | Estados Unidos                                                |
| Streaming                  | Fanatiz                     | - 8/9 por fecha     | Mundial                                                       |
| Streaming                  | Fanatiz                     | - Todos             | Estados Unidos y Canadá                                       |
| Streaming                  | GolTV Play                  | - Hasta 2 por fecha | Estados Unidos, Canadá, España y Latinoamérica (excepto Perú) |